# Guerra di Troia
Nella mitologia greca la guerra di Troia fu una sanguinosa guerra combattuta tra gli Achei e la potente città di Troia, presumibilmente attorno al 1250 a.C. o tra il 1194 a.C. e il 1184 a.C. circa, nell'Asia minore.
Gli eventi del conflitto sono noti principalmente attraverso i poemi epici Iliade ed Odissea attribuiti ad Omero, composti intorno al IX secolo a.C. Entrambi narrano una piccola parte del conflitto: l'Iliade i fatti avvenuti durante l'ultimo anno di guerra, l'Odissea, oltre al viaggio di Odisseo per tornare in patria, narra la conquista di Troia. Le altre opere del "Ciclo Troiano" sono andate perdute e sono conosciute solo tramite testimonianze posteriori. Singoli episodi sono infatti descritti in innumerevoli testi della letteratura greca e latina, e dipinti o scolpiti in numerose opere d'arte.
Secondo l'Iliade, la guerra ebbe inizio a causa del rapimento di Elena, regina di Sparta, ritenuta la donna più bella del mondo, per mano di Paride, figlio di Priamo re di Troia. Menelao, marito di Elena, e il fratello Agamennone radunarono un esercito, formato dai maggiori comandanti dei regni greci e dai loro sudditi, muovendo guerra contro Troia.
Il conflitto durò dieci anni, con gravissime perdite da entrambi gli schieramenti. Fra le vittime vi fu Achille, il più grande guerriero greco, figlio del re Peleo e della ninfa Teti. Achille era re dei Mirmidoni di Ftia, che condusse in molte battaglie contro Troia, venendo infine ucciso da Paride che, per vendicare la morte del fratello Ettore, lo colpì con una freccia al tallone, suo unico punto debole. Troia infine cadde grazie all'astuto Odisseo, re dei Cefalleni, e al suo piano del cavallo di legno, cambiando l'esito del conflitto.
È ancora oggetto di studi e di controversie la questione della veridicità storica degli avvenimenti della guerra di Troia. Alcuni studiosi pensano che vi sia un fondo di verità dietro i poemi di Omero, altri pensano che l'antico poeta abbia voluto raggruppare in un unico conflitto, quello fra Greci e Troiani, le vicende di guerre e assedi diversi succedutisi nel periodo della civiltà micenea.
I due poemi hanno comunque reso possibile la scoperta delle presumibili mura di Troia, collocando cronologicamente la guerra verso la fine dell'età del bronzo, intorno al 1300 - 1200 a.C., in parte confermando la datazione di Eratostene di Cirene.

## Le origini della guerra

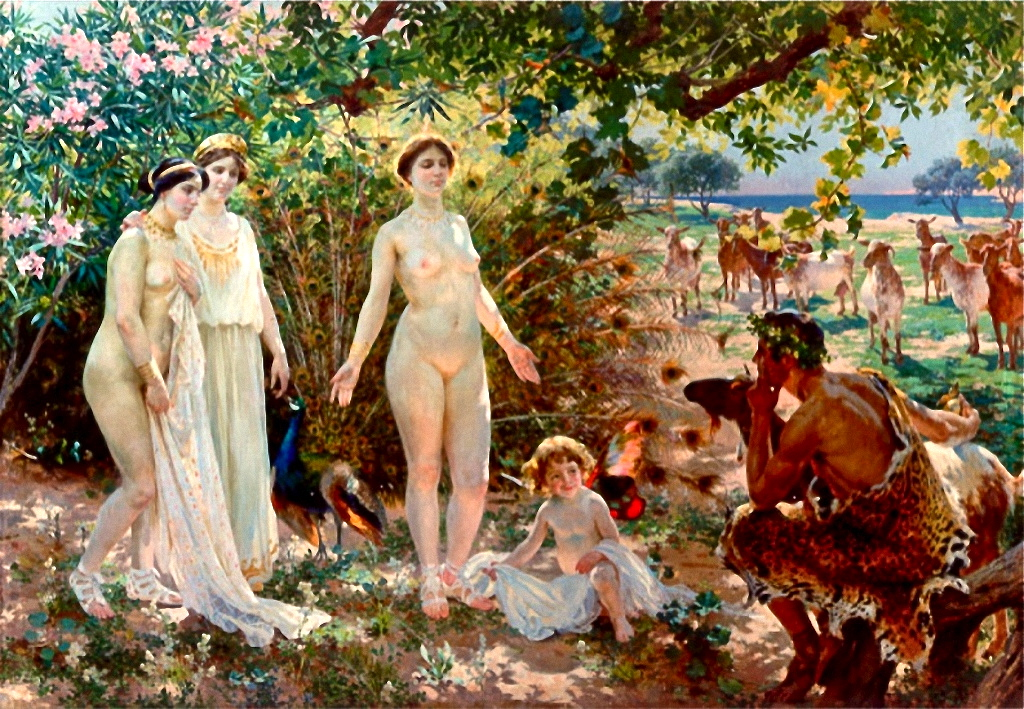
Il giudizio di Paride (1904) di Enrique Simonet.

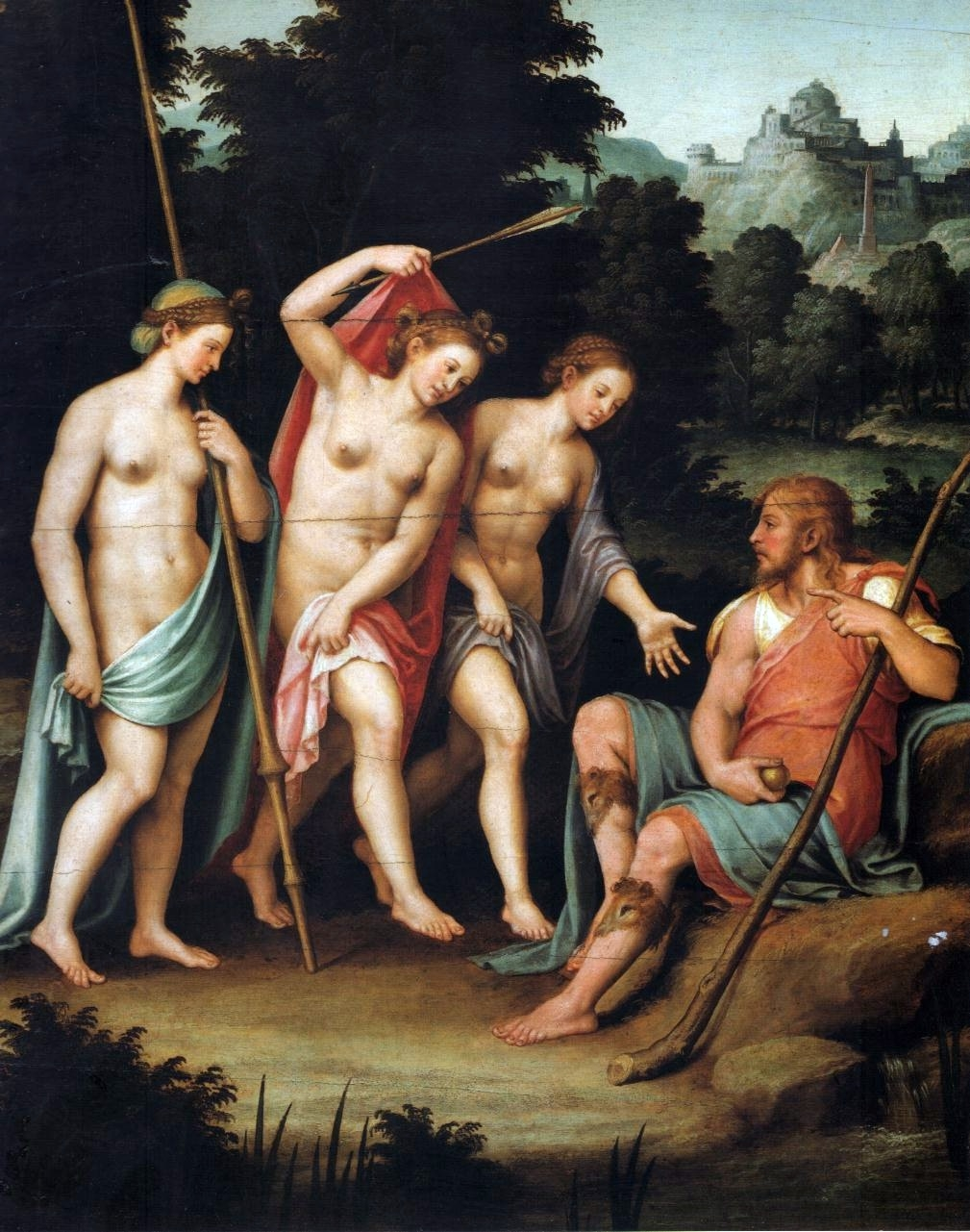
Il giudizio di Paride di Juan de Juanes.

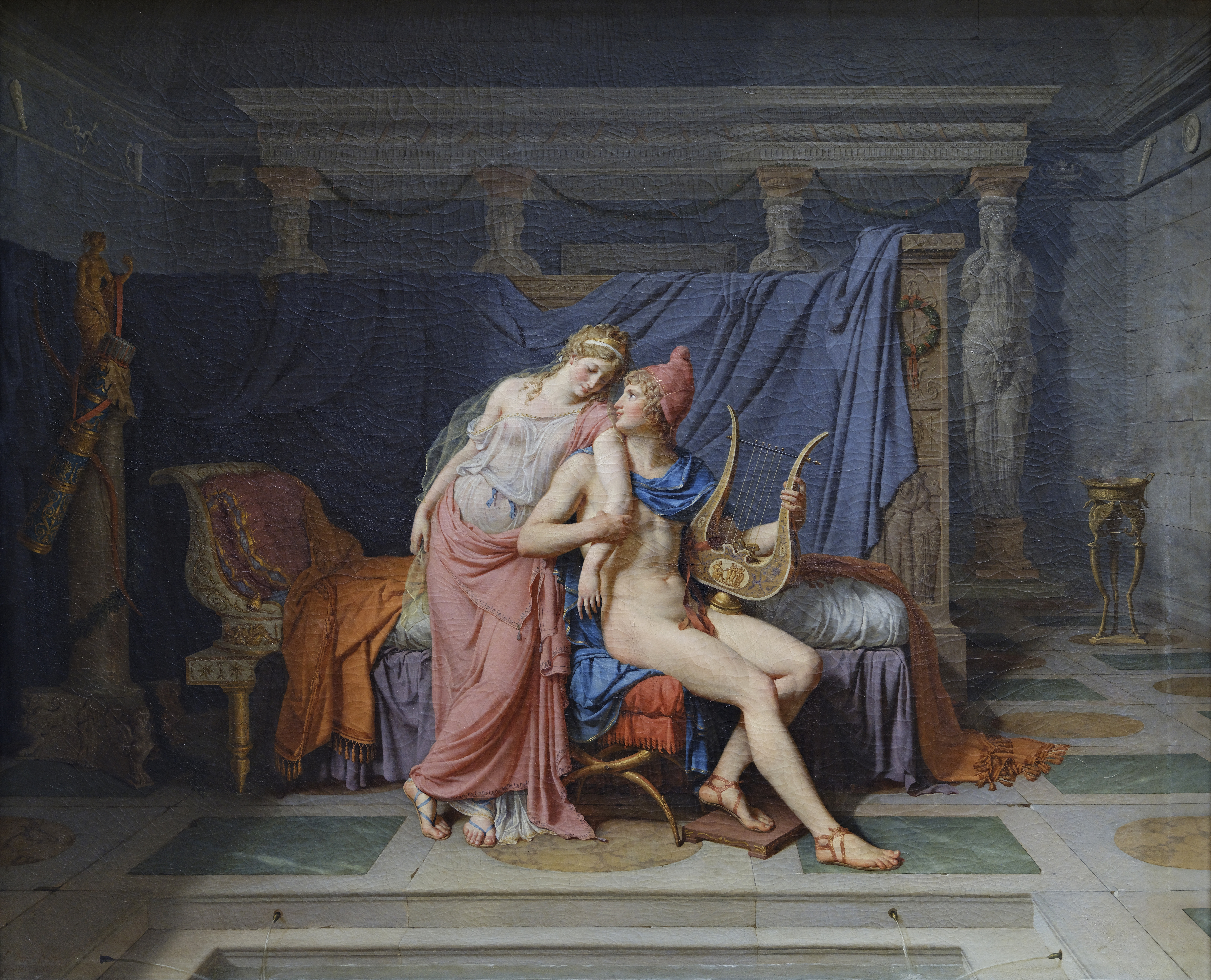
Gli amori di Paride ed Elena (Les Amours de Pâris et d'Hélène), di Jacques-Louis David (1788), Louvre.

### Il piano di Zeus
Zeus si era accorto che la Terra era troppo popolata. Inizialmente voleva distruggere l'umanità con fulmini e inondazioni, poi su consiglio di Momo, il dio degli scherzi, o di Temi, decise invece di favorire il matrimonio di Teti e Peleo, gettando così il seme della guerra di Troia, che avrebbe portato alla fine del regno degli eroi. C'è anche chi sostiene che Zeus vedesse in molti guerrieri dei potenziali usurpatori del trono di capo degli olimpi. Come racconta la mitologia greca, Zeus era diventato re degli dei detronizzando Crono, il quale a sua volta aveva preso il posto di suo padre Urano. Memore di quanto possa essere crudele la propria progenie, Zeus, che aveva avuto molti figli dalle sue tante relazioni con donne mortali, ne aveva timore: e più in generale temeva l'intera categoria dei semidei.

### Il matrimonio fra Peleo e Teti
Zeus venne a sapere da Temi o da Prometeo che un figlio avrebbe potuto detronizzarlo, proprio come lui aveva fatto col padre. Un'altra profezia aveva inoltre predetto che la ninfa Teti, con cui Zeus tentava di avere una relazione, avrebbe generato un figlio che sarebbe diventato più grande del padre. Per queste ragioni Teti sposò un re mortale molto più vecchio di lei, Peleo. Fece questo o per ordine di Zeus o perché non voleva fare uno sgarbo ad Era che l'aveva allevata da bambina.
Tutti gli dei vennero invitati al matrimonio di Peleo e Teti eccetto Eris, la dea della discordia, che fu fermata alla porta da Ermes per ordine di Zeus stesso (secondo alcune versioni, Zeus si era messo d'accordo con Eris). Sentendosi insultata, la dea andò su tutte le furie e gettò nel bel mezzo della tavolata una mela d'oro con la scritta «Τῇ καλλίστῃ (traslitterato Tê Kallístē)» (alla più bella). Era, Atena e Afrodite pensavano spettasse loro di diritto possedere la mela e cominciarono a litigare fra di loro. Nessuno degli dei tentò di favorire con la propria opinione una delle tre dee per non inimicarsi le altre due. Zeus ordinò quindi a Ermes di condurre le tre dee dal pastore Paride, in realtà un principe troiano, ignaro della sua discendenza reale, che era stato abbandonato appena nato sul Monte Ida poiché un sogno premonitore aveva profetizzato che egli sarebbe stato la causa della rovina di Troia..
Le dee apparvero al giovane nude e siccome Paride non era in grado di dare un giudizio, le tre divinità promisero al giudice dei doni. Atena gli offrì la saggezza, l'abilità bellica, il valore dei guerrieri più potenti, Era il potere politico e il controllo su tutta l'Asia, Afrodite l'amore della donna più bella del mondo, Elena di Sparta. Paride diede la mela ad Afrodite. Le due dee che avevano perso andarono via desiderose di vendetta.
Il giovane si recò in seguito in città, a Troia, perché gli araldi di Priamo avevano portato via il suo toro migliore per darlo in premio al vincitore di alcune gare sportive organizzate dal re. Paride partecipò ai giochi atletici e sconfisse i nobili rampolli di Troia, vincendo di conseguenza il proprio toro. I giovani troiani, umiliati, volevano ucciderlo ma Cassandra, figlia veggente del re Priamo, riconobbe in lui il fratello perduto. Priamo decise allora di accettarlo nella famiglia reale, sebbene Cassandra avesse consigliato di non farlo.
Dall'unione fra Peleo e Teti nacque un bambino, Achille. L'oracolo predisse che sarebbe morto o vecchio a causa della maturità in una vita tranquilla e priva di imprese, o giovane sul campo di battaglia guadagnando l'immortalità attraverso la poesia degli aedi. Teti tentò di rendere immortale il figlio, provando dapprima a bruciarlo nel fuoco durante la notte, per eliminare le sue parti mortali, e poi a strofinarlo con ambrosia durante il giorno. Peleo, che aveva già perso sei figli in questa maniera, riuscì a fermarla. Teti lo bagnò allora nelle acque del fiume Stige, facendolo diventare immortale, salvo che nel tallone per il quale lo aveva tenuto, sua unica parte vulnerabile (se un Dio tocca le acque dello Stige, perde la sua immortalità).

### Il rapimento di Elena
La più bella donna del mondo era Elena, una delle figlie di Tindaro, re di Lacedemone (la futura Sparta). Sua madre era Leda che venne sedotta o stuprata da Zeus sotto forma di cigno. Leda partorì così quattro gemelli, due maschi e due femmine. Castore e Clitemnestra erano figli di Tindaro, Elena e Polluce di Zeus. Secondo un'altra versione del mito, Elena era figlia di Nemesi, la vendetta. Quando giunse in età da marito Elena attirò alla corte del padre una moltitudine di pretendenti desiderosi di prenderla in sposa. Tindaro non sapeva chi scegliere per non offendere così gli altri.
Infine uno dei pretendenti, Odisseo, propose un piano per risolvere il dilemma, in cambio dell'appoggio di Tindaro per farlo sposare con la nipote Penelope, figlia del fratello di lui Icario. Elena avrebbe dovuto scegliere il marito. Secondo un'altra tradizione Odisseo propose di fare un sorteggio o secondo un'altra, più accreditata, era il padre a scegliere il marito per la sposa (come farà poi Agamennone per ingannare Ifigenia e portarla in Aulide). Vennero inoltre costretti tutti i pretendenti a giurare di difendere il matrimonio di Elena, qualunque marito venisse scelto. I giovani giurarono sacrificando i resti di un cavallo. Di certo non mancarono i borbottii di alcuni.
Venne scelto come marito Menelao. Quest'ultimo non si era presentato come pretendente alla reggia ma aveva mandato il fratello Agamennone in suo nome. Aveva promesso un'ecatombe di 100 buoi ad Afrodite se avesse avuto in moglie Elena ma, non appena seppe di essere lui il prescelto, dimenticò la promessa fatta, causando l'ira della dea. Agamennone e Menelao vivevano in quel periodo alla corte di Tindaro perché esiliati da Micene, loro terra natia, dallo zio Tieste e dal cugino Egisto, dopo la morte del padre Atreo, ucciso dallo stesso Tieste. Menelao ereditò dunque il trono di Sparta da Tindaro poiché gli unici suoi figli maschi, Castore e Polluce, erano stati assunti fra le divinità. Agamennone sposò in seguito Clitemnestra, sorella di Elena, e scacciò Egisto e Tieste da Micene, riprendendosi così il trono del padre.
Durante una missione diplomatica (il recupero della zia Esione rapita da Eracle) Paride si recò a Sparta e si innamorò della bella Elena. Enea, nobile figlio di Afrodite e Anchise, re dei Dardani, accompagnava Paride. Durante il loro soggiorno a Sparta, Menelao dovette recarsi a Creta per i funerali di Catreo, il nonno materno (in quanto padre di sua madre Erope). Paride, sotto influsso di Afrodite, riuscì a sedurre Elena e a partire con lei verso Troia, nonostante i rimproveri di Enea, portando con sé il ricco tesoro di Menelao. Era, ancora adirata con Paride, mandò contro di lui una tempesta, costringendolo a sbarcare in Egitto, ma alla fine Elena giunse a Troia. La nave arrivò poi a Sidone, dove Paride, timoroso di essere catturato da Menelao, passò diverso tempo prima di tornare in patria.

## Preparativi achei

### L'adunata in Aulide
Menelao, tornato a Sparta e scoperto il ratto della moglie, inviò un'ambasceria a Troia per chiederne la restituzione, ma ricevette un rifiuto: nell'assemblea dei Troiani era prevalsa infatti la linea dura, portata avanti da Paride e Antimaco, consigliere di re Priamo. Gli Atridi decisero pertanto di ricorrere al giuramento fatto dai pretendenti in onore di Elena per radunare un esercito e attaccare i Troiani, affidando tale messaggio al savio Nestore, re di Pilo.

#### Odisseo e Achille
Odisseo, qualche tempo prima, si era sposato con Penelope da cui aveva avuto un figlio, Telemaco. Per evitare la guerra si finse pazzo e cominciò a seminare sale per i campi e la spiaggia. Palamede, il re di Nauplia, mandato ad Itaca per convincerlo, prese Telemaco e lo posizionò nel solco su cui sarebbe dovuto passare Odisseo che, non volendo uccidere il figlio, girò da un'altra parte, rivelando però così di essere ancora sano di mente.
Achille invece era stato nascosto dalla madre a Sciro, mascherato con abiti femminili per non farlo riconoscere agli araldi mandati da Agamennone. Egli si era già unito in matrimonio con Deidamia, figlia del re, e da questa unione era nato Neottolemo, detto anche Pirro. Aiace Telamonio, cugino di Achille, il suo vecchio precettore Fenice e soprattutto Odisseo, travestiti da mercanti (secondo altri vi era solo Odisseo, o Odisseo e Diomede), si recarono nella reggia di Sciro per scovare il giovane figlio di Peleo. Vi sono due tradizioni sul riconoscimento dell'eroe. Secondo la prima, Odisseo suonò un corno, segno di un attacco nemico, ed Achille, anziché fuggire come fecero le figlie del re, afferrò una lancia per affrontare i nemici e venne riconosciuto. Nella seconda tradizione, la più famosa, Odisseo portava con sé un cesto con degli ornamenti femminili e una spada bellissima. Achille non osservò i gioielli ma guardò la stupenda arma e per questo venne scoperto e condotto al campo acheo. Secondo Pausania, Achille non si nascose a Sciro perché l'isola venne poi conquistata durante la guerra di Troia dall'eroe stesso.
Le forze achee si radunarono dunque nel porto di Aulide, in Beozia. Tutti i pretendenti spedirono i propri eserciti eccetto re Cinira di Cipro, che invece di spedire le cinquanta navi promesse, spedì ad Agamennone delle corazze, di cui soltanto una vera, mentre le altre erano di fango. Idomeneo, re di Creta, invece era disposto a schierare l'esercito cretese solo a patto che avesse potuto condurre con sé un vice comandante, il nipote Merione. L'ultimo comandante ad arrivare fu Achille, che allora aveva soltanto quindici anni. Mentre i re sacrificavano ad Apollo, per garantire il proprio giuramento, un serpente divorò gli otto piccoli di un nido di passeri e in seguito mangiò anche la madre. Secondo Calcante questo evento era un responso divino, la guerra sarebbe durata per dieci anni.

### Telefo
Le navi salparono ma vi fu un errore di rotta e gli Achei sbarcarono in Misia, dove regnava Telefo, figlio di Eracle, il quale disponeva, oltre che degli uomini di Misia, anche di un contingente dall'Arcadia, essendo infatti proveniente da questa regione.
Durante la battaglia i Greci riuscirono a conquistare Teatrante, capitale del regno, e Achille, con la sua lancia, ferì Telefo, dopo che questo aveva ucciso Tersandro, re di Tebe. Salvatosi dallo scontro, Telefo si recò a Delfi per sapere come poter guarire dalla ferita che non intendeva rimarginarsi e gli provocava terribili dolori. L'oracolo rispose che lo stesso feritore l'avrebbe guarito.
La flotta achea tornò dunque in Grecia e Achille fece ritorno a Sciro, dove sposò Deidamia. Le forze greche furono dunque radunate una seconda volta. Telefo si recò in Aulide, travestito da mercante, e chiese ad Agamennone di poter essere guarito o, secondo un'altra tradizione, prese in ostaggio il piccolo Oreste, figlio del re di Micene. Odisseo comprese che sarebbe stata la lancia stessa di Achille a guarirlo. Pezzi di lancia furono raschiati e passati sulla ferita, rimarginandola. Telefo in seguito avrebbe mostrato agli Achei come giungere a Troia.

### Il secondo raduno

Mappa della Grecia omerica.

Otto anni dopo lo sbarco in Misia gli eserciti greci furono ancora radunati. Ma non appena le navi giunsero in Aulide il vento cessò di soffiare. Calcante profetizzò che Artemide era offesa con Agamennone perché questi aveva ucciso un cervo sacro o perché lo aveva ucciso in un bosco sacro, dicendo di essere un cacciatore migliore di lei. L'unico modo di placare Artemide era sacrificare Ifigenia, figlia di Agamennone e Clitennestra o di Elena e Teseo, affidata alla sorella dopo il matrimonio con Menelao.
Agamennone rifiutò la proposta ma gli altri principi minacciarono di fare comandante Palamede, se Agamennone non avesse avuto il coraggio di uccidere la figlia. Costretto così ad accettare, richiamò la figlia e la moglie in Aulide col pretesto di voler far sposare Ifigenia con Achille. In un impeto di amore paterno, Agamennone mandò una lettera alla moglie, ordinandole di rimanere a Micene, poiché quella era una trappola, ma il messaggio venne intercettato da Odisseo (o da Palamede), che non la spedì a destinazione. Odisseo e Diomede vennero mandati a Micene per condurre lì la giovane e la famiglia di Agamennone. Clitennestra venne però a sapere dell'inganno grazie ad Achille. Questi promise inoltre il suo aiuto, ma Odisseo riuscì a sobillare l'esercito chiedendo il sacrificio.
Ifigenia, in uno slancio patriottico, decise allora di sacrificarsi per il bene della Grecia. La giovane secondo una prima tradizione morì effettivamente immolata, secondo un'altra, quella utilizzata da Euripide, fu scambiata con una cerva da Artemide stessa che la portò in Tauride, designandola come sua sacerdotessa. Molti anni dopo, il fratello Oreste l'avrebbe ritrovata e portata a casa.
Le forze greche sono descritte in dettaglio nel secondo libro dell'Iliade, il cosiddetto Catalogo delle navi, che comprendeva 1 178 navi con 50 rematori circa a testa. Questa accurata descrizione ci permette di avere una visione della situazione geo-politica greca, poco prima della guerra, con la famiglia dei Pelopidi alla guida del grosso dell'armata achea:
- Agamennone re di Micene e basileus in Argolide settentrionale, Arcadia e nel golfo di Corinto;
- Diomede suo vassallo, amministratore di Tirinto, re di Argo e del resto dell'Argolide;
- Menelao basileus in Laconia;
- Nestore probabilmente un parente a Pilo e a comando della Messenia.

Altri comandanti e regioni presenti furono:
- i comandanti dell'Arcadia e dell'Elide, regioni indipendenti;
- Odisseo basileus nelle isole occidentali (Itaca, Zacinto e Cefalonia) (12 navi, stando all'Odissea);
- re Toante dell'Etolia;
- la Beozia, con 30 centri minori, e Tebe;
- la Focide, la Locride e l'Eubea;
- Achille comandante della Ftiotide;
- la Tessaglia, con 8 entità politiche e 25 città;
- Atene (50 navi) e Salamina (12 navi) per l'Attica;
- Idomeneo re di Creta e nipote di Minosse (80 navi);
- Rodi col principe Tlepolemo e 9 navi;
- Samo e le Sporadi settentrionali.

Tucidide spiega che secondo la tradizione erano approssimativamente 1 200 navi, con un numero di uomini variabile, vi era chi infatti come i Beoti aveva navi con 120 uomini, chi, come Filottete, soltanto cinquanta.
Le forze greche andavano quindi da un minimo di 70 000 a un massimo di 130 000 uomini. Un altro catalogo viene dato da Apollodoro che differisce su qualcosa ma è simile ad Omero nella suddivisione numerale. Alcuni pensano che Omero si sia basato su una tradizione orale proveniente dall'età del bronzo, altri pensano che abbia inventato tutto. Nel ventunesimo secolo gli storici hanno drasticamente ridimensionato la consistenza del corpo di spedizione greco, le cui forze vengono stimate in circa 300 navi e 15 000 uomini.
Vengono anche descritti gli schieramenti troiani, che secondo Omero contavano circa 50 000 uomini fra Troiani e alleati. Non sappiamo quale lingua parlassero i Troiani. Omero spiega che i contingenti alleati di Troia parlavano lingue straniere, i comandanti in seguito traducevano gli ordini. Nell'Iliade inoltre Troiani e Achei hanno stessi usi, stessi costumi e stessa religione. Gli avversari parlano inoltre la stessa lingua.

### Filottete
Filottete era amico di Eracle e poiché accese per lui la pira funebre, incarico che tutti avevano rifiutato, ricevette dall'eroe l'arco e le invincibili frecce intinte nel sangue dell'Idra di Lerna. Lui navigò verso Troia con sette navi ma durante una sosta, in cui i suoi uomini si fermarono nell'isola Crise per fare rifornimenti (o da soli o insieme al resto dell'esercito) venne morso da un serpente. La ferita divenne infetta, emanando un cattivo odore, e Odisseo dunque avvisò Agamennone dello spiacevole accaduto costringendo l'Atride, a causa del puzzo emanato dalla ferita, ad abbandonare l'eroe sull'isola di Lemno, rimanendo così esiliato per dieci lunghi anni. Medonte, fratellastro di Aiace Oileo, prese il controllo degli uomini di Filottete.
Sbarcati a Tenedo, isola di fronte al lido di Troia, l'attaccarono ma la città si difese, guidata dal suo regnante Tenete, figlio di Apollo (secondo altri solo un suo protetto, il vero padre era Cicno). Achille depredò Tenedo e tentò di catturare Emitea, sorella di Tenete che, disperata, chiese agli dei di poter essere inghiottita dalla terra: dopo la tragica fine della giovane, le cui preghiere vennero esaudite, Achille mosse contro il sovrano, nonostante Teti avesse ordinato al figlio di non uccidere Tenete per non incorrere nell'ira del dio ma Tenete era già caduto sotto la spada del Pelide. Da quel giorno, Apollo tentò in tutti i modi di uccidere Achille e infatti, sarà proprio Apollo a dirigere la freccia di Paride nel suo tallone.
Da Tenedo venne poi spedita una delegazione a Priamo, formata da Menelao, Odisseo e Palamede per chiedere nuovamente la restituzione di Elena ma anche questa volta le loro proposte furono rifiutate.

## I primi nove anni di guerra

### L'arrivo
Calcante profetizzò che il primo acheo a toccare la terra troiana, dopo essere sbarcato con la sua nave, sarebbe morto per primo. Achille decise dunque di non essere il primo a scendere e fu così Protesilao, re di Filache, a sbarcare per primo, il Pelide scese solo in seguito, uccidendo, durante lo scontro che ne seguì, Cicno, alleato dei Troiani e figlio di Poseidone.
I Troiani, spaventati dall'assalto greco fuggirono all'interno della città mentre Protesilao che aveva dimostrato valore e coraggio, uccidendo diversi Troiani trovò, primo fra tutti, la morte per mano di Ettore, Enea, Acate o Euforbo (le tradizioni divergono su questo punto). Gli dei lo seppellirono come un dio sulla penisola Tracia e dopo la sua morte fu il fratello Podarce a guidare le truppe di Filache.

### Le campagne di Achille

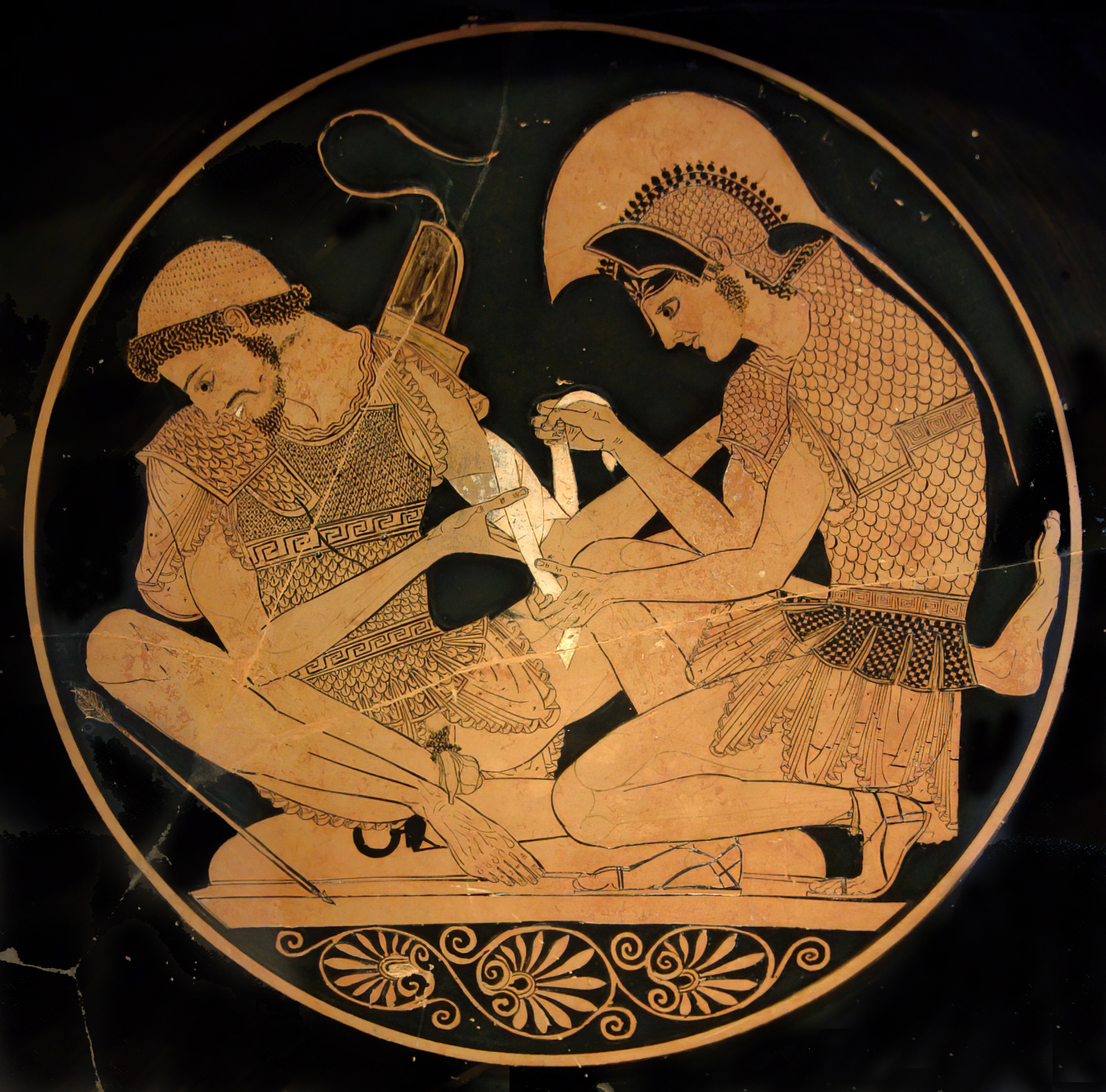
Achille benda le ferite di Patroclo. Medaglione di una kylix dipinta da Sosia (c. 500 a.C.). Staatliche Museen, Antikenabteilung, Berlino.

Gli Achei assediarono Troia per dieci anni. I primi nove sono quelli di cui è conservato il minor numero di fonti, dato che i testi letterari preferiscono parlare principalmente degli avvenimenti dell'ultimo. Per giustificare questa penuria di fonti c'è stato chi ha elaborato teorie (non ancora verificate) sull'effettiva durata della guerra. Tra queste, vi è un aspetto, della più ampia teoria di Felice Vinci, su Omero nel Baltico, secondo cui la guerra sarebbe durata un solo anno e di conseguenza l'Iliade narrerebbe la guerra nella sua interezza.
Dopo lo sbarco iniziale l'esercito venne raggruppato di nuovo per intero soltanto nel decimo anno, secondo Tucidide a causa di una mancanza economica che costrinse i Greci a compiere scorrerie nelle città alleate di Troia ed esaurire i profitti agricoli delle regioni della Tracia. Troia non venne mai assediata completamente in questi nove anni poiché riusciva ancora ad avere rapporti con i popoli interni dell'Asia minore, essendo giunti rinforzi fino alla fine dello scontro. Gli Achei controllavano semplicemente lo stretto dei Dardanelli, i Troiani invece comunicavano attraverso il punto più corto ad Abido e Sesto, potendo così contattare i propri alleati in Europa.
Achille era senza dubbio il più attivo fra gli Achei, secondo Omero conquistò undici città e dodici isole, secondo Apollodoro invece fece scorrerie nelle terre di Enea, in Troade, derubandolo dei suoi armenti conquistando inoltre Lirnesso, Pedaso e diverse città del circondario. Uccise anche Troilo, giovane figlio di Priamo, quando questi aveva diciannove anni, confermando un oracolo che aveva predetto che se il ragazzo avesse raggiunto il ventesimo anno di vita, la città non sarebbe crollata. Secondo Apollodoro:
Prese anche Lesbo e Focea, poi Colofonie e Smirne, e Clazomane, e Cime; e dopo Egialeo e Teno, le così chiamate cento città; poi in ordine, Adramitio e Sido; poi Endio, e Lineo, e Colono. Prese anche Tebe, in Asia minore, e Lirnesso, e infine Antandro e molte altre città
Secondo Cacride questo elenco è sbagliato perché i Greci si sarebbero spinti in questa maniera troppo a sud. Altre fonti, come Demetrio, parlano di Pedaso, Monenia, Mithemna, e Pisidice.
Dalla divisione del bottino di queste città, Achille ottenne Briseide di Lirnesso mentre Agamennone ottenne Criseide, di Tebe. Achille catturò Licaone, figlio di Priamo mentre stava potando gli alberi nel frutteto del padre, ordinando poi a Patroclo di venderlo a Lemno, dove venne comprato da Eezione, re di Cilicia e suocero di Ettore, che lo rimandò a Troia. Fu ucciso da Achille più tardi, dopo la morte di Patroclo. In seguito Achille marciò contro il regno di Cilicia, uccidendo Eezione e tutti i suoi figli maschi, ad eccezione di Pode, il più giovane, che si era trasferito a Troia presso Ettore e Andromaca. Pode morì poco prima di Ettore, ucciso in battaglia da Menelao.

### Le campagne di Aiace
Aiace invase le città della penisola Tracia dove regnava Polimestore, un genero di Priamo e, a causa di ciò, il sovrano assediato si sbarazzò di Polidoro, uno dei figli di Priamo, che lui stesso aveva in custodia. Il guerriero greco attaccò poi le città della Frigia, dominate dal re Teleuto che morì in combattimento e prese come bottino di guerra la figlia di quest'ultimo, Tecmessa. Disperse in seguito le greggi troiane sul monte Ida e nelle campagne.
Diversi dipinti su anfore e coppe, descrivono invece un avvenimento non riportato su testi letterari. In un determinato momento della guerra, Achille e Aiace stavano giocando a un gioco denominato petteia ma i due erano talmente presi dal gioco da dimenticare di essere nel bel mezzo di una battaglia. I Troiani riuscirono a raggiungerli e solo un intervento di Atena riuscì a salvarli.

### La morte di Palamede
Odisseo, spedito in Tracia per recuperare del grano e tornato a mani vuote, sfidò Palamede, che l'aveva preso in giro, a fare di meglio. Questi partì e tornò con un'intera nave piena di grano.
Odisseo, che non aveva mai perdonato a Palamede il fatto di aver quasi ucciso Telemaco mettendolo nel solco dell'aratro quando si fingeva pazzo, decise di tendere contro di lui un inganno e spiegò dunque agli altri capi che, come Agamennone, odiavano le imprese di Palamede e la sua astuzia troppo spesso lodata, il suo intento. Fu contraffatta dunque una lettera di Priamo come se fosse destinata a Palamede, Odisseo stesso costrinse uno schiavo frigio a scriverla ordinandogli poi di nasconderla nella tenda dell'avversario insieme a una gran quantità d'oro. La lettera e l'oro furono scoperti e Agamennone ordinò che Palamede venisse ucciso a sassate come punizione per il suo tradimento.
Pausania, citando i Cypra, dice che Odisseo e Diomede affogarono Palamede mentre stava pescando: secondo Ditti, invece, Odisseo e Diomede adescarono Palamede in un pozzo, dove dicevano che questi aveva conservato l'oro ricevuto da Priamo, e lo lapidarono fino a ucciderlo. Il padre di Palamede, Nauplio navigò verso la Troade per chiedere giustizia ma venne rifiutato: per vendetta allora viaggiò verso le città greche, dichiarando alle mogli dei re che presto i loro mariti avrebbero condotto in patria delle concubine per sostituirle. Alcune di esse decisero allora di tradire i propri mariti, come fece Clitennestra, unendosi ad Egisto, il figlio di Tieste.
Verso la fine del nono anno i soldati dell'esercito, stanchi di combattere e privi di approvvigionamento, decisero di ribellarsi ai propri comandanti e soltanto l'intervento di Achille riuscì a placarli. Secondo Apollodoro, Agamennone rapì in quel periodo le quattro figlie di Anio, sacerdote di Delo, le cosiddette Vignaiole, in grado di far scaturire dal suolo l'olio, il grano e il vino necessari per l'approvvigionamento.

## I cinquanta giorni di guerra narrati nell'Iliade

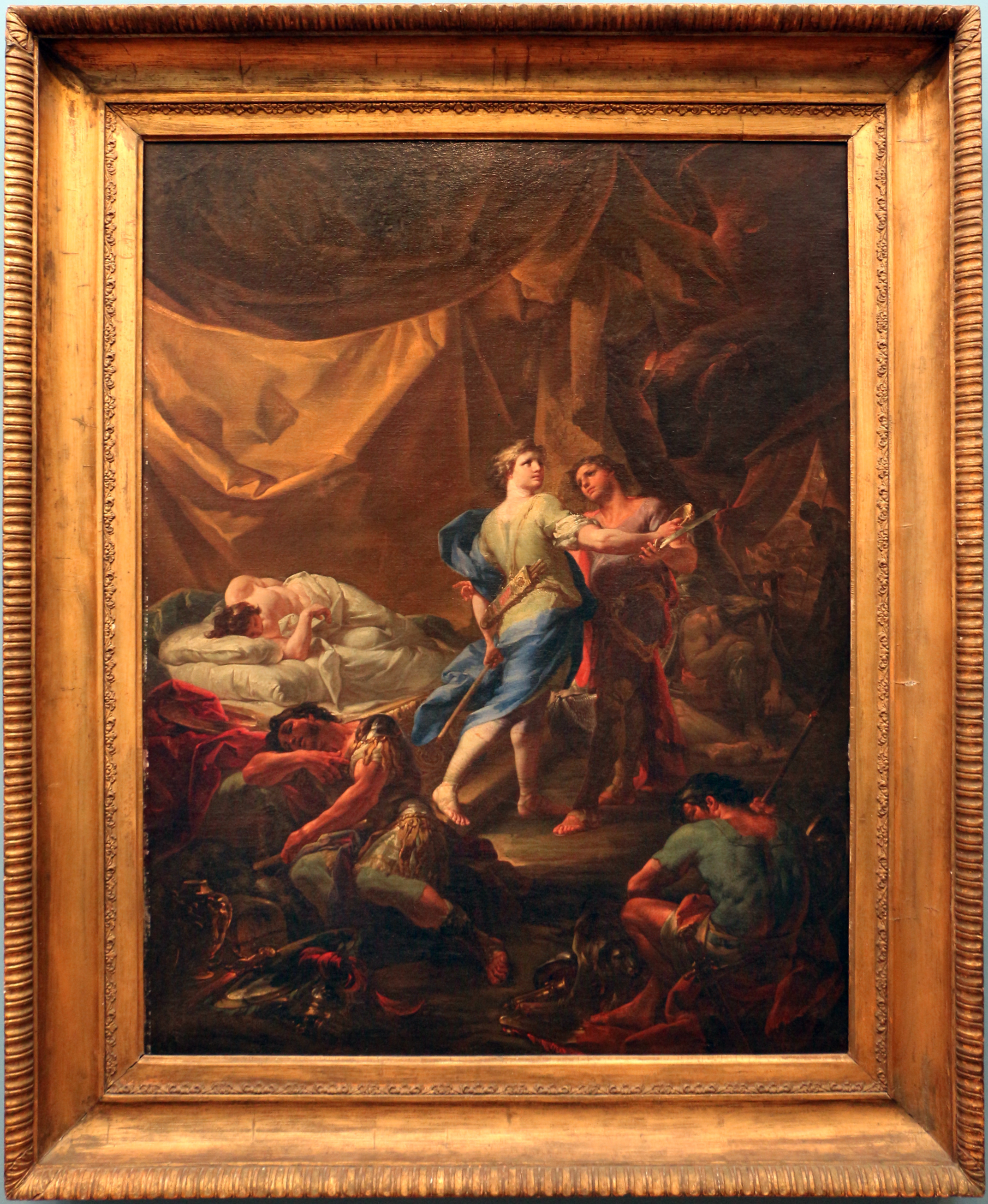
Ulisse e Diomede nella tenda di Reso, opera di Corrado Giaquinto

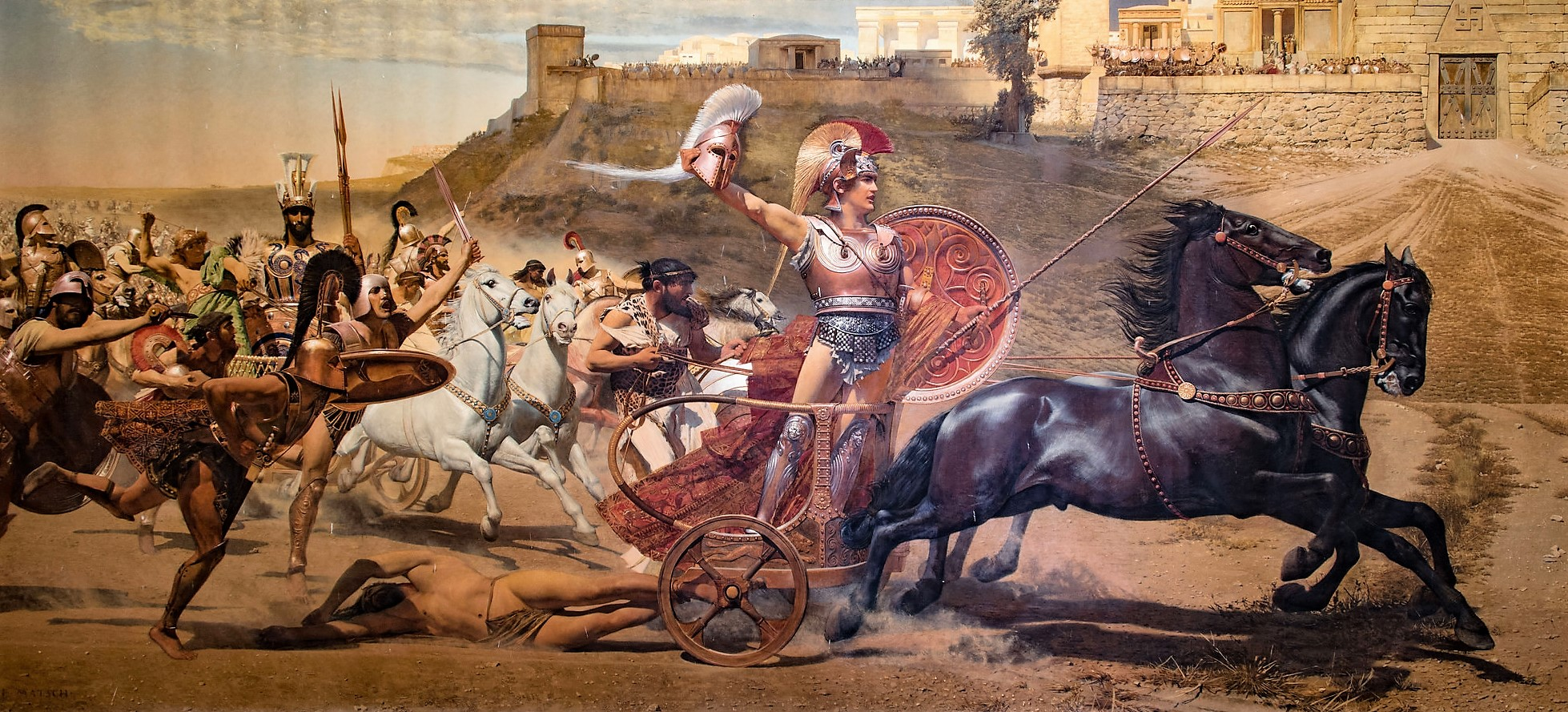
Achille trascina il corpo senza vita di Ettore attorno a Troia. Affresco della fine del XIX secolo nel palazzo dell'Achilleion a Corfù, in Grecia.

Nel campo dei Greci si diffuse però un'epidemia: era il castigo decretato da Apollo come punizione ai Greci per aver sottratto Criseide al padre Crise, sacerdote del dio. Su consiglio di Calcante, Agamennone accettò di restituire Criseide al padre ma pretese in cambio un altro premio (γέρας), da sottrarre ad un soldato dell'esercito Acheo, Achille però si oppose  chiedendo all'Atride di restare senza premi per qualche tempo, perché gli Achei avevano ormai i loro doni, e sarebbe stato dannoso rimettere tutto in comune e dividere di nuovo, promettendogli che una volta saccheggiata la rocca di Troia gli Achei avrebbero reso doni quattro volte il valore di Criseide. Agamennone rifiutò; scoppiò quindi litigio tra i due eroi, che culminò con Briseide sottratta da Agamennone ad Achille, per impartirgli la lezione di non sfidare i superiori in gerarchia; Achille di rimando decise di non combattere più e rimanere nella sua tenda con Patroclo.
Su richiesta supplicante del figlio Achille, Teti salì sull'Olimpo per chiedere Zeus di rendere giustizia al figlio favorendo i Troiani per far capire agli Achei che non possono vincere senza l'aiuto del Pelide, il dio acconsentì, subendo i rimproveri di Era, subito placati da Efesto. Zeus inviò il Sogno ingannatore ad Agamennone. Nelle sembianze di Nestore fece credere al re che fosse arrivato il giorno fatale di Troia. Al risveglio Agamennone convocò i duci achei e li istruì sul suo piano. Voleva far credere all'esercito di voler tornare in patria: i soldati però accettarono esultanti la proposta di tornare e si apprestarono a lasciare la costa quando Odisseo, ispirato da Atena, li convinse a rinnovare la battaglia contro Troia.
Le due schiere si affrontarono ancora: alla vista di Menelao, Paride fuggì tra i suoi, ma Ettore lo rimproverò per la sua codardia. Paride decise di affrontare a duello Menelao: se fosse stato Paride a vincere, si sarebbe tenuto Elena e i doni sottratti alla casa di Menelao, e gli Achei avrebbero abbandonato i lidi della rocca, se invece avesse vinto Menelao, si sarebbe ripreso Elena e un compenso. Il patto fu sancito da un sacrificio sacro a Zeus e a tutti gli dei e amministrato da Priamo e Agamennone. Così gli eserciti smisero di combattere e Menelao e Paride si scontrarono, l'Atride stava per uccidere il Troiano, trascinandolo dall'elmo, ma questi fu salvato da Afrodite che sganciò le fibbie e lo avvolse in una nube, riportandolo nel talamo a Troia, dove poi si uní a Elena.
Gli dei erano radunati attorno a Zeus che avrebbe voluto salvare Troia, fu Era però a convincere gli altri dei a chiedere la continuazione della guerra. Zeus allora inviò Atena tra i Troiani; ella invitò Pandaro a scagliare una freccia contro Menelao. La freccia ferì l'Atride e la battaglia si rianimò. Pandaro ferì Diomede con una freccia, ma questi, aiutato da Atena, riuscì a uccidere il troiano; stava per uccidere anche Enea quando intervenne Afrodite che salvò il figlio e venne a sua volta ferita da Diomede. Intanto i Troiani, guidati da Ares, erano passati al contrattacco. Diomede, sempre con l'aiuto di Atena, si scontrò con Ares e lo ferì. Le sorti della battaglia volgevano di nuovo a favore dei Greci.
Ettore chiese di poter affrontare un campione greco. Dopo alcune discussioni ecco apparire il gigantesco Aiace Telamonio. Il duello si concluse con una tregua, voluta da due ambasciatori, per ordine di Zeus. Il giorno dopo i combattimenti ripresero. I Greci, incalzati da Ettore, vennero spinti sempre più verso il proprio accampamento. Col tramonto del sole Ettore e i suoi uomini posero un accampamento proprio in mezzo al campo di battaglia, spingendo così sempre più i Greci verso il mare. Quella stessa notte, tuttavia, Diomede riuscì a entrare nella tenda in cui dormiva Reso, il giovane re dei Traci alleato dei Troiani, e lo sgozzò con la spada.
Al mattino ricominciò la battaglia. Ettore e gli altri comandanti si scagliarono contro il muro di cinta che proteggeva le navi. I Greci spaventati cominciavano a fuggire, soltanto i comandanti più eroici, come i due Aiaci o Idomeneo, incitavano ancora le truppe a difendersi. I Troiani, guidati da Ettore, e i lici, guidati da Sarpedonte, riuscirono perfino a far breccia nel muro di cinta greco e ad entrare all'interno dell'accampamento. Con una torcia in mano, Ettore riuscì perfino a incendiare una delle navi greche. Patroclo, fedele compagno di Achille, vedendo la battaglia infuriare all'interno del campo greco, supplicò l'amico di concedergli di prendere le sue armi e condurre i Mirmidoni al fianco degli altri Achei. Achille accettò, ma raccomandò a Patroclo di limitarsi a cacciare i nemici dal campo greco, senza andare oltre.
Nel frattempo i Troiani erano riusciti a dar fuoco alla nave di Protesilao, ma l'arrivo dei Mirmidoni guidati da Patroclo, che essi credevano Achille, li mise in fuga. Patroclo li incalzò fin sotto le mura: gli si oppose Sarpedonte, il comandante dei lici, che era figlio di Zeus. Il re degli dei, nonostante avesse a suo tempo desiderato la morte di tutti i semidei, compreso il suo, di colpo cambiò idea e forse l'avrebbe salvato se non fosse intervenuta Era ricordandogli come tutto fosse ormai già fissato: Sarpedonte inevitabilmente cadde sotto i colpi di Patroclo, Zeus poté solo limitarsi a trasportare il corpo in Licia, terra nativa dell'eroe. Era però giunta anche l'ora di Patroclo: Apollo con un gran colpo lo stordì, il giovane troiano Euforbo lo ferì con la lancia, ma non era abbastanza forte per ucciderlo: fu Ettore che diede il colpo finale. Morendo, Patroclo predisse l'uccisione di Ettore ormai prossima, il quale si impadronì delle armi del morto. Euforbo cercò invece di impossessarsi del cadavere, ma venne ucciso da Menelao.
Vedendo arrivare la salma del fedele amico, Achille si rinchiuse nel proprio dolore, poi decise di raccordarsi con Agamennone e di tornare a combattere, con le nuove armi forgiate da Efesto. Ripieno di ira si scagliò contro i Troiani: alcuni morirono eroicamente, altri invece tentarono di fuggire, chi correndo verso le mura, chi gettandosi nel fiume Scamandro. Achille non ebbe pietà per nessuno e uccise un gran numero di nemici, anche chi spaventato lo supplicava. I Troiani superstiti si precipitarono all'interno delle mura, eccetto Ettore che rimase davanti alle Porte Scee, bloccato dal suo destino; a nulla valevano i disperati richiami dei genitori. Ettore propose ad Achille il giuramento di rendere alla famiglia il corpo di quello dei due che sarebbe stato ucciso, ma il Pelide rifiutò rabbiosamente. Il duello iniziò, le lance volarono senza successo, e nel corpo a corpo Achille trafisse Ettore nel solo punto scoperto, tra il collo e la spalla.
Morendo, Ettore presagì la prossima morte del nemico; Achille, accecato dall'odio, forò i piedi del cadavere e lo legò sul proprio cocchio, trascinandolo attorno alle mura di Troia e facendone orribile scempio. Priamo chiese infine ad Achille di rendergli il corpo del figlio, pagando un grande riscatto. I funerali di Ettore sono l'ultimo evento narrato nell'Iliade.

## Dopo l'Iliade

### La morte di Achille

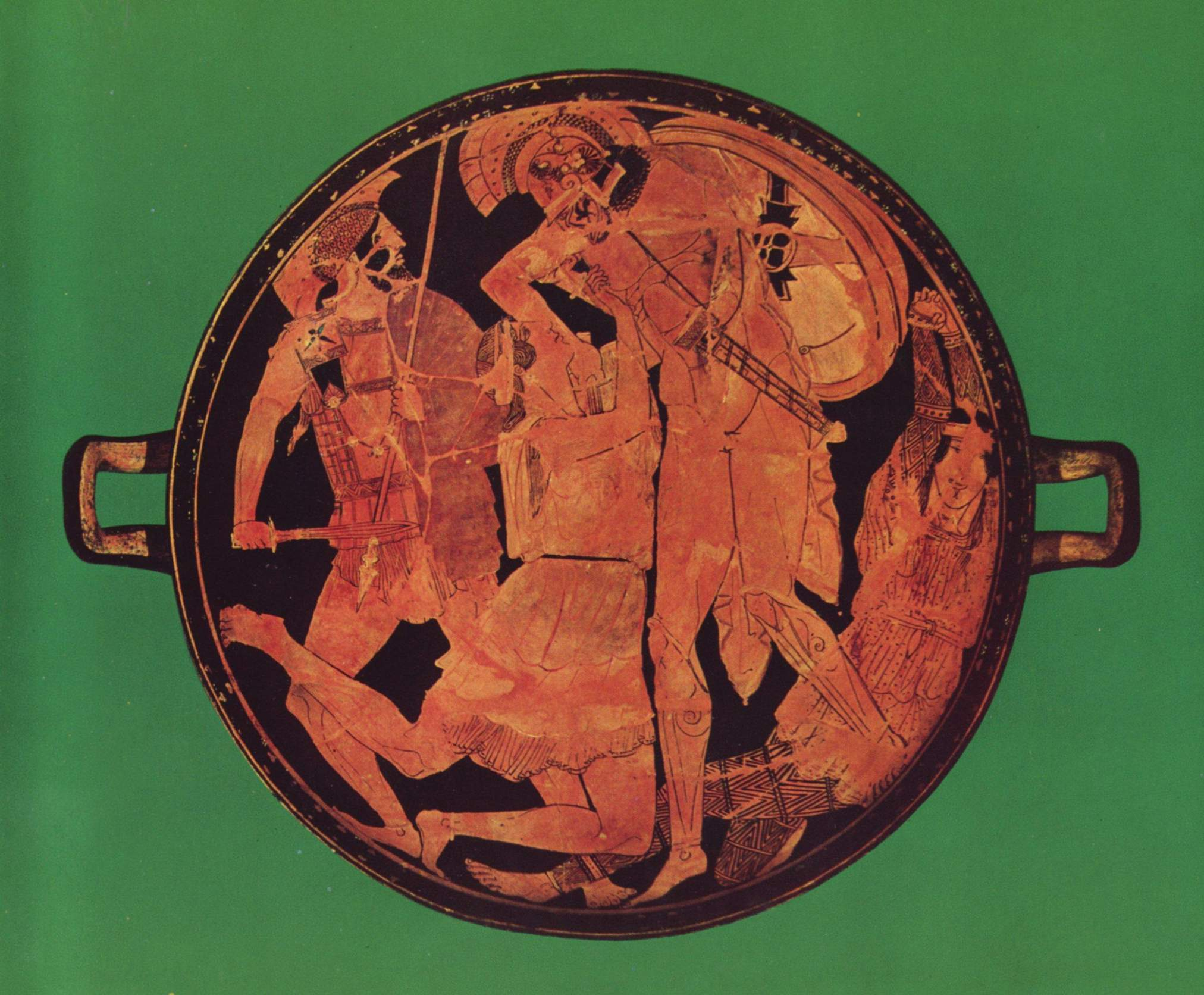
Achille uccide Pentesilea, Monaco di Baviera.

Poco dopo la morte di Ettore, Pentesilea, regina delle Amazzoni, venne a Troia col suo esercito di donne guerriere. Pentesilea, figlia di Ortrera e di Ares aveva ucciso accidentalmente la sorella Ippolita. Venne purificata per questa azione da Priamo e in cambio lottò per lui e uccise molti Greci, incluso Macaone (secondo alcuni Macaone fu ucciso da Euripilo, figlio di Telefo) e, secondo un'altra versione, anche Achille, che venne poi riesumato per ordine di Teti. Pentesilea venne poi uccisa da Achille che, dopo averla uccisa, si innamorò della sua bellezza. Tersite, un soldato semplice, derise Achille per questo suo amore e scanalò fuori gli occhi di Pentesilea. Achille uccise Tersite e, in seguito a una disputa, navigò verso Lesbo per farsi purificare. Nel viaggio fu accompagnato da Odisseo, e i due sacrificarono ad Apollo, Artemide e Latona.
Mentre Achille faceva ritorno a Troia, Memnone, re d'Etiopia e di Persia, figlio di Titone ed Eos, arrivò col suo esercito ad aiutare Priamo, suo zio. Egli non veniva direttamente dall'Etiopia ma da Susa, dopo aver conquistato tutte le popolazioni fra Troia e la Persia. Condusse così in Troade un esercito formato da etiopi, persiani, assiri e indiani. Indossava una corazza forgiata da Efesto, proprio come Achille. Nella battaglia che ne seguì, Memnone uccise Antiloco che si fece colpire per salvare il padre Nestore. Achille affrontò Memnone a duello mentre Zeus pesava il fato dei due eroi, valutazione che portò alla vittoria di Achille, il quale uccise così il grande nemico.
Il Pelide inseguì poi i Troiani fino in città. Gli dei, vedendo come Achille aveva già sterminato gran parte dei loro figli, decisero che questa volta era il suo turno. Venne ucciso infatti da una freccia lanciata da Paride e guidata da Apollo. Subito dopo, mentre esultava dalla vittoria, Paride fu ucciso da una freccia di Filottete, la stessa freccia di Eracle intrisa di sangue di Idra. Secondo un'altra versione, posteriore e meno accreditata, venne ucciso da una coltellata mentre sposava Polissena, figlia di Priamo, nel tempio di Apollo, il luogo dove qualche anno prima aveva ucciso Troilo. Entrambe le versioni mostrano come la morte del grande guerriero fosse opera di un dio o di un inganno, poiché Achille era invincibile sul campo di battaglia. Le sue ossa furono mescolate a quelle di Patroclo e furono tenuti giochi in suo onore. Dopo la morte, come Aiace, visse nell'isola di Leuco dove sposò l'anima di Elena.

### Il giudizio delle armi e la morte di Aiace
Dopo la morte di Achille si tenne una grande battaglia per recuperare il corpo dell'eroe. Aiace Telamonio riuscì a distrarre i Troiani mentre Odisseo trasportò via la salma. I generali decisero che l'armatura di Achille sarebbe spettata al guerriero più valoroso. Si fecero dunque avanti Aiace e Odisseo, che avevano recuperato il corpo di Achille. Agamennone, non essendo disposto a fare una scelta così difficile, chiese ai prigionieri troiani chi fra i due aveva causato più danni per la loro città.

Aiace si prepara per il suicidio.

Su consiglio di Nestore vennero mandate delle spie all'interno di Troia per sapere cosa commentavano i Troiani sulla battaglia avvenuta poco prima e sul valore di coloro che erano riusciti a recuperare il corpo del Pelide. Una giovane disse che fu Aiace il migliore, ma un altro, sotto consiglio di Atena, protettrice di Odisseo, diede il voto migliore al suo favorito.
Secondo Pindaro la decisione fu presa attraverso una decisione segreta dei principi achei. Comunque sia, in tutte le versioni, le armi vennero date ad Odisseo e Aiace, impazzito per il dolore, decise di uccidere i giudici di gara, ma Atena fece sì che Aiace scannasse nella sua furia due arieti, credendo fossero Agamennone e Menelao. All'alba tornò alla normalità e, accortosi dell'accaduto, si uccise per il disonore, trafiggendosi con la spada che gli aveva donato Ettore, colpendosi al fianco o all'ascella, ritenuta da alcuni come il suo unico punto debole.
Secondo un'altra tradizione, molto più antica, Aiace fu catturato dai Troiani, che lo ricoprirono di creta, costringendolo così all'immobilità e condannandolo a morire di fame.

### Le profezie di Eleno
Nel decimo anno di guerra fu profetizzato da Calcante, o da Eleno, che Troia non sarebbe crollata senza l'arco e le frecce di Eracle, conservate da Filottete nell'isola di Lemno. Odisseo e Diomede si recarono quindi a recuperare Filottete, la cui ferita era guarita. Secondo altri, la piaga venne guarita dai medici Macaone e Podalirio. Secondo Sofocle, furono Neottolemo e Odisseo a cercare Filottete; secondo Proclo, soltanto Diomede. Tornato sul campo di battaglia, Filottete uccise Paride grazie alle sue frecce invincibili.
Secondo Apollodoro, i fratelli di Paride, Eleno e Deifobo, ebbero una contesa su chi dei due avrebbe dovuto sposare Elena, rimasta vedova. Priamo assegnò la donna a Deifobo; Eleno, furioso, abbandonò la città e si stabilì sul monte Ida, ospite di Arisbe, la moglie ripudiata di Priamo. Calcante rivelò che Eleno era in grado di profetizzare le ultime condizioni da soddisfare per conquistare Troia. Odisseo tese dunque un'imboscata a Eleno e lo catturò. Spinto a forza, Eleno disse agli Achei che avrebbero conquistato la città se avessero trovato le ossa di Pelope, mandato in guerra il figlio di Achille, Neottolemo, e trafugato il Palladio dal tempio troiano di Atena.
I Greci recuperarono le ossa di Pelope, precisamente l'osso della spalla, che venne portato a Troia da Pisa e venne perduto a mare sulla via del ritorno: ritrovato poi da un pescatore venne riconosciuto come osso di Pelope dall'oracolo.
Più tardi venne spedito Odisseo a Sciro, presso il re Licomede, per recuperare Neottolemo, che viveva lì presso il nonno materno. Odisseo gli diede le armi di suo padre. Nello stesso tempo, come informa Apollodoro, Euripilo, il figlio di Telefo, venne in sostegno dei Troiani con un esercito formato da Ittiti o Misiaci. Travestito come un mendicante, Odisseo entrò all'interno della città: venne riconosciuto da Elena, che gli offrì il suo aiuto. Così il re d'Itaca e Diomede rubarono il Palladio.

### Il cavallo di Troia

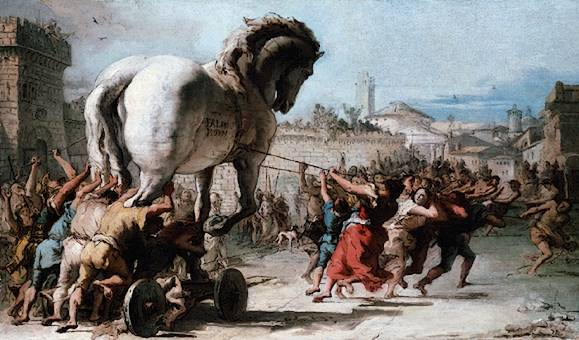
Giovanni Domenico Tiepolo, Processione del cavallo di Troia, 1773.

La città di Troia venne infine conquistata senza battaglia, con un inganno concepito da Odisseo: un gigantesco cavallo di legno, animale sacro ai Troiani (in quanto l'animale favorito del fondatore, Poseidone). Venne costruito da Epeo, guidato a sua volta da Atena. Il legno venne recuperato dal boschetto sacro di Apollo e vi fu scritto sopra: «I greci dedicano questa offerta di ringraziamento ad Atena per un buon ritorno».
Il cavallo cavo venne riempito di soldati. Apollodoro dice che entrarono nel cavallo 50 uomini, attribuendo allo scrittore della Piccola Iliade la concezione secondo la quale entrarono nel cavallo ben 3000 uomini, mentre secondo il filologo bizantino Tzetzes ve ne erano 23. Quinto Smirneo ne nomina trenta ma dice che all'interno ve ne fossero ancora. Nella tradizione tarda il numero fu standardizzato a quaranta uomini. A capo di questi vi era Odisseo stesso. Il resto dell'esercito abbandonò il campo e si recò con tutta la flotta nell'isola di Tenedo. Quando i Troiani scoprirono che i Greci se ne erano andati, credendo che la guerra fosse finita, si interrogarono sul cavallo e trovarono Sinone, un itacese che era stato istruito da Odisseo a interpretare la parte del traditore (motivo per cui portava lividi ottenuti dai suoi compagni), dicendo che aveva proposto di abbandonare tutto, ma i Greci lo picchiarono e decisero di abbandonare momentaneamente il fronte in cerca di altri alleati, erigendo il cavallo come auspicio agli dei per un buon viaggio.
Sinone aggiunse anche che il cavallo è così grande poiché i Troiani fatichino o non riescano proprio a trascinarlo dentro le mura e cambiare le sorti della guerra a favore dei Troiani. Convinto, Priamo diede ordine di portare dentro le mura il cavallo. Prima di farlo entrare però i Troiani discussero sul da farsi. Alcuni pensavano di gettarlo giù da una rupe, altri di bruciarlo, altri di dedicarlo ad Atena. Cassandra e il sacerdote Laocoonte furono gli unici a diffidare del dono, ma nessuno prestò ascolto a Cassandra per via della maledizione inflittale da Apollo e Laocoonte, intuendone l'inganno, tentò di stanare i Greci prima infilzando la statua con una lancia poi minacciando di bruciarlo. Priamo lo fermò e chiese che fosse fatto un sacrificio a Poseidone per sapere la verità. Per fortuna dei Greci, Poseidone era dalla loro parte e, mentre il sacerdote e i suoi due figli immolavano un toro sulla riva, furono tutti e tre ghermiti da due giganteschi serpenti. Convinto del tutto, Priamo interpretò la morte di Laocoonte come una punizione per aver minacciato di distruggere il dono per gli dei e fece portare il cavallo a Troia.
Proclo, seguendo la Piccola Iliade, dice che i Troiani abbatterono una parte del muro per fare passare il cavallo. I Troiani decisero allora di portare in città il cavallo e passarono la notte fra i festeggiamenti. Sinone, che era stato accettato dai Troiani come loro fratello, diede segnale alla flotta, ferma a Tenedo, di partire. I soldati, usciti dal cavallo, uccisero le sentinelle e aprirono le porte della città ai loro compagni.

### Il sacco di Troia

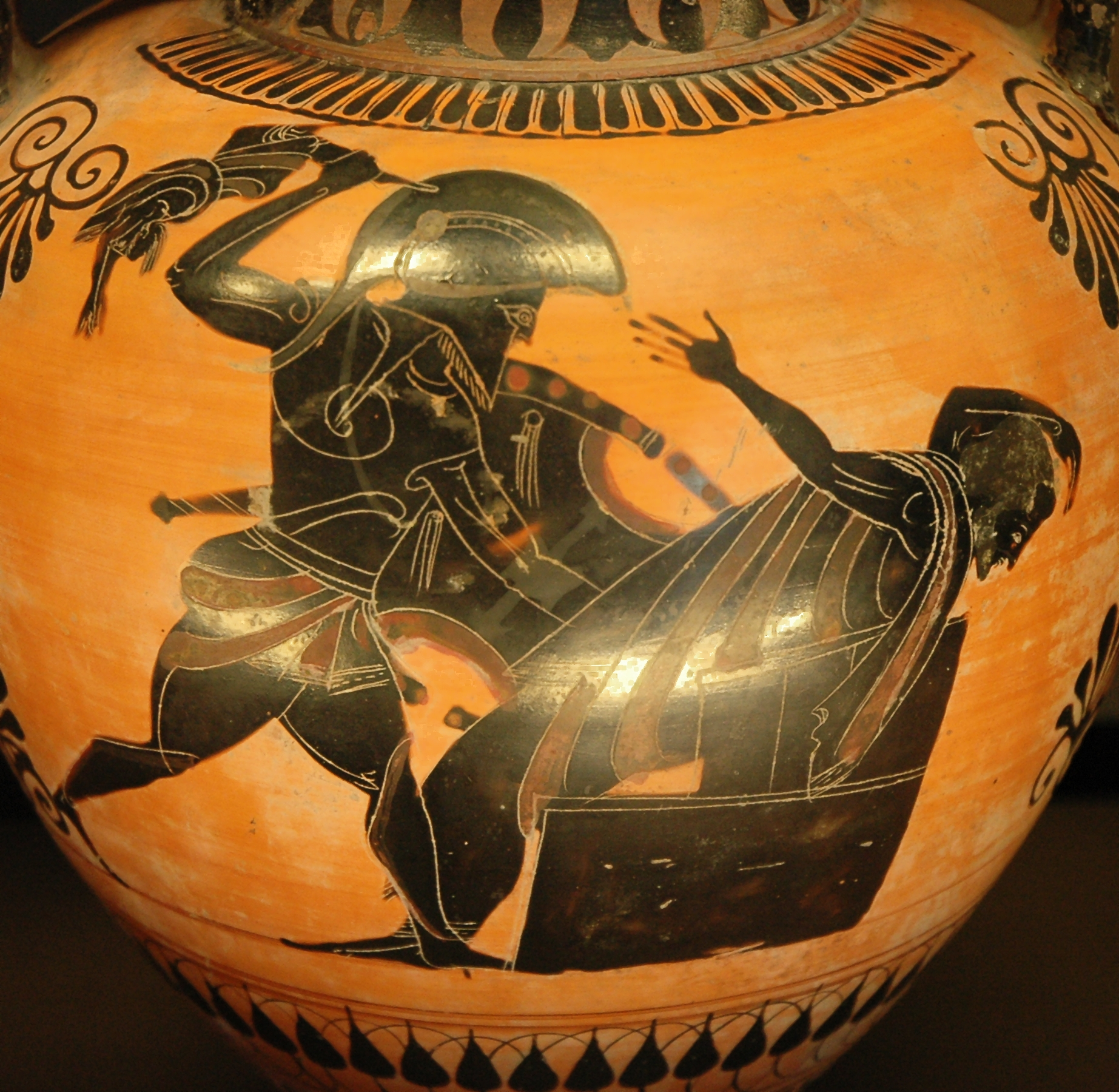
Priamo è ucciso da Neottolemo, figlio di Achille, che lo percuote col cadavere di Astianatte, dettaglio di un'anfora attica a figure nere, ca. 520 a.C.–510 a.C., Louvre.

Gli Achei entrarono così in città e ne uccisero gli abitanti. Ne seguì un grande massacro che continuò anche nella giornata seguente: «Il sangue scorreva in torrenti, faceva marcire il terreno, era quello dei Troiani e dei loro alleati stranieri morti. Tutta la città da su e giù era bagnata del loro sangue» (Quinto Smirneo)
Tutto non andò però come volevano gli Achei: i Troiani, alimentati dall'alcool e dalla disperazione, lottarono ancora più ferocemente. Con la lotta al culmine e la città in fiamme, i nemici si rivestirono delle armi e, con grande sorpresa dei Greci, contrattaccarono in combattimenti caotici in strada. Tutti cercavano di difendere la propria città, lanciando tegole o altri oggetti sulle teste dei nemici che passavano. Euripilo, il figlio di Telefo, fu tra coloro che si batterono fino all'ultimo, uccidendo Macaone, Nireo e Peneleo, ma venendo ucciso a sua volta da Neottolemo. Questi poi uccise Polite e Priamo, che aveva cercato di rifugiarsi presso l'altare di Zeus del proprio palazzo. Menelao uccise Deifobo, marito di Elena dopo la morte di Paride, mentre questi dormiva e avrebbe anche ucciso Elena se non fosse rimasto abbagliato dalla sua bellezza. Gettò così la spada e la riportò sulla sua nave.
Aiace Oileo stuprò Cassandra sull'altare di Atena mentre lei si aggrappava alla statua. A causa dell'empietà di Aiace, gli Achei, esortati da Odisseo, volevano ucciderlo a sassate ma lui riuscì a fuggire nell'altare stesso di Atena e a salvarsi.
Antenore, che aveva dato ospitalità a Menelao e Odisseo quando loro chiesero il ritorno di Elena, e che li aveva difesi, fu salvato insieme alla sua famiglia. Enea prese il padre Anchise sulle spalle, tenne per mano il figlio Ascanio e fuggì dalla città seguito da alcuni concittadini, protetti da un'aura creata da Afrodite (tuttavia perse la moglie Creusa). Secondo Apollodoro venne salvato a causa della pietà dimostrata nei confronti dei nemici.
I Greci incendiarono poi la città e si divisero il bottino. Cassandra fu data ad Agamennone, Andromaca a Neottolemo, Ecuba a Odisseo. Proclo dice che Odisseo gettò dalle mura della città il piccolo Astianatte, Apollodoro dice che autore dell'infanticidio fu Neottolemo o per sete di sangue, come dice Quinto Smirneo, o per continuare un ciclo di vendetta che i figli ereditano dai padri (Achille uccise Ettore, Neottolemo uccise Astianatte), tesi che viene accettata da Euripide. Neottolemo sacrificò poi la giovane Polissena sulla tomba di Achille come richiesto dal suo fantasma, o perché voleva il bottino di guerra che gli spettava anche da morto o perché lei lo aveva tradito.
Etra, la madre di Teseo, era una delle schiave di Elena e venne liberata da Demofonte e Acamante.

## I ritorni
Gli dei erano adirati per la distruzione dei loro templi e i sacrilegi commessi dagli Achei verso i vinti. Decisero quindi che molti di loro non sarebbero dovuti tornare a casa salvi. Un temporale li travolse nelle vicinanze di Tenedo. Nauplio, il padre di Palamede, desideroso di vendetta, mise delle luci false in cima al capo Capareo, causando il naufragio di molte navi.
Nestore, che aveva dimostrato la migliore condotta sotto le mura di Troia e non aveva preso parte al saccheggio, fu l'unico eroe ad avere un ritorno veloce e indolore, insieme al figlio Trasimede. Tutti gli uomini del suo esercito giunsero a casa sani e salvi. In seguito Nestore conquistò con i suoi uomini il Metaponto.

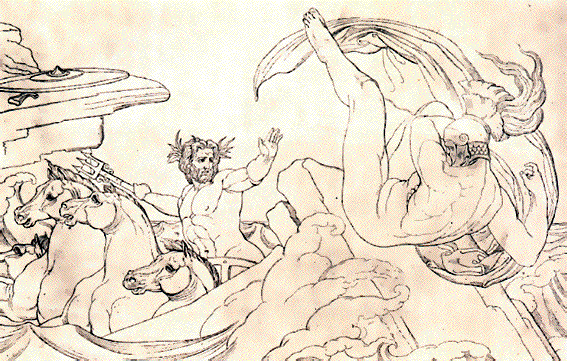
Poseidone fa annegare Aiace Oileo

Aiace Oileo, che aveva più di ogni altro causato l'ira degli dei, non tornò mai più in patria. La sua nave fu ridotta a pezzi da Atena con un fulmine di Zeus. L'equipaggio riuscì a sbarcare su uno scoglio ma Aiace, colmo di prepotenza, gridò di essersi salvato perché gli dei non avrebbero potuto mai ucciderlo. Dopo aver detto queste parole, Poseidone lo fece cadere dallo scoglio con un colpo di tridente facendolo morire annegato. Venne seppellito da Teti.
Teucro, figlio di Telamone e fratello di Aiace il Grande, fu mandato in esilio dal padre per non aver aiutato il fratello a salvarsi dal suicidio. Non gli fu infatti permesso di sbarcare a Salamina e fu costretto a rimanere nella terra vicina di Peirea. Fu comunque assolto dalla responsabilità della morte del fratello ma condannato per non aver riportato in patria il corpo o le armi dell'eroe. Si recò coi propri uomini a Cipro dove fondò una città, chiamandola Salamina, in onore della terra natia. Gli ateniesi crearono in seguito un mito politico secondo il quale il figlio di Teucro affidò il dominio della città ai discendenti di Teseo, dando dunque il primato agli ateniesi.
Neottolemo invece, su consiglio di Eleno, divenuto suo schiavo, viaggiò sulla terraferma portando con sé i propri uomini e il proprio bottino. Incontrò Odisseo e insieme a lui seppellì Fenice, maestro di Achille, nella terra dei Ciconi. In seguito conquistarono insieme le terre dell'Epiro. Da Andromaca ebbe tre figli: Molosso, che avrebbe poi ereditato il suo regno, Pielo e Pergamo, futuro re d'Arcadia. I re dell'Epiro si dicevano discendenti di Achille come fece poi in seguito Alessandro il Grande, la cui madre era di quei luoghi. Il grande condottiero macedone diceva persino di discendere da Eracle. Eleno fondò in Epiro una città, Neottolemo gli diede in moglie la madre Deidamia. Dopo la morte di Peleo, Neottolemo divenne poi re di Ftia. Ebbe però una contesa con Oreste, figlio di Agamennone, sulla figlia di Menelao, Ermione, e venne ucciso a Delfi dove fu seppellito. Infine, dopo la morte di Neottolemo, il regno dell'Epiro passò ad Eleno che sposò Andromaca e accolse i rifugiati troiani, fra cui il più importante da ricordare è Enea.
Diomede fu gettato da una tempesta in terra di Licia dove sarebbe stato sacrificato ad Ares dal re Lico (desideroso di vendicare la morte di Sarpedone) se la figlia di quest'ultimo, Calliroe, non l'avesse aiutato a fuggire. Sbarcò poi accidentalmente in Attica. Gli ateniesi, pensando fosse un nemico, lo attaccarono. Molti compagni di Diomede rimasero uccisi ed egli riuscì a ritornare sulla sua nave perdendo però il Palladio, finito nelle mani di Demofonte. Tornò finalmente ad Argo dove trovò la moglie Egialea nel pieno di un adulterio. Disgustato, riparò in Etolia e in seguito nell'Italia Meridionale dove fondò diverse città.
Filottete, a causa di una sedizione, fu cacciato dalla propria terra e costretto a recarsi in Italia. Qui fondò diverse città fra cui Crotone. Combatté in Lucania, dove dedicò un santuario ad Apollo Vagabondo, cui donò il proprio arco.
Idomeneo, secondo Omero, tornò a Creta sano e salvo. Vi è però un'altra tradizione molto più famosa. Durante il viaggio di ritorno la nave del re cretese incappò in un violento temporale che sembrava non dovesse aver mai fine. Promise a Poseidone di sacrificare il primo essere vivente che avesse visto dopo essere sbarcato se il dio del mare l'avesse salvato insieme al suo equipaggio. Approdò così a Creta ma il primo essere vivente che vide fu suo figlio che, a malincuore, dovette sacrificare. Gli dei, adirati per un atto così spregevole, colpirono l'intera isola con un'epidemia. Idomeneo fu mandato dunque in esilio in Calabria, e poi in Asia minore, dove morì.

### Il casato di Atreo
Questa versione del mito, ripresa poi da Euripide nell'Elena, pare risalga al poeta Stesicoro. Narra la leggenda che Stesicoro aveva scritto un'elegia intitolata Elena, in cui accusava la donna di essere un'adultera, oltre che la causa della lunga e sanguinosa guerra di Troia. Dopo aver scritto quest'opera, Stesicoro perse la vista. Sospettò allora che si trattasse di una punizione dei Dioscuri per aver accusato Elena di adulterio, così scrisse la Palinodia, in cui ritrattò tutto quanto detto, sostituendolo con la versione di cui sopra, che riabilitava totalmente la donna, liberandola dall'accusa di essere un'adultera. In seguito a questa ritrattazione, Stesicoro riacquistò la vista.
Dopo il sacco di Troia, Menelao si mise in mare per il ritorno insieme alla sua flotta, ma al momento di doppiare Capo Malea, una tempesta li sbatté sull'isola di Creta, dove la maggior parte delle navi affondò. Menelao ed Elena scamparono alla morte e sbarcarono infine in Egitto, dove rimasero ben cinque anni e dove Menelao accumulò ingenti ricchezze. Infine lasciarono l'Egitto, ma fu un viaggio assai breve, perché una bonaccia di vento li costrinse a fermarsi sull'isola di Faro, presso le foci del Nilo. Rimasero per venti giorni sull'isola e quando già la fame cominciava a farsi sentire, il dio Proteo, che su quell'isola risiedeva, consigliò a Menelao di tornare in Egitto e lì offrire sacrifici agli dei (e lo informò del fato dei suoi compagni). Menelao così fece e in questo modo poté tornare a Sparta. Erano passati otto anni dalla sua partenza da Troia e diciotto da quando la guerra era cominciata. Una volta tornato a Sparta, Menelao regnò per molti anni insieme a Elena, da cui ebbe i figli Ermione e Nicostrato. Alla fine della sua lunga vita egli fu portato nei Campi Elisi senza morire, onore accordatogli da Zeus per essere stato suo genero.
Agamennone ritornò in patria poco dopo la fine della guerra (nonostante l'ombra di Achille avesse tentato di trattenerlo predicendogli le sue future disgrazie), portando con sé la schiava Cassandra e il bottino di guerra. Nel frattempo però la moglie Clitennestra aveva intessuto una relazione con Egisto, figlio di Tieste, sicché i due ordirono un complotto che permise loro di uccidere Agamennone e Cassandra, ottenendo quindi il comando di Argo (o Micene). Dieci anni dopo, Oreste, figlio di Agamennone (che era stato esiliato dagli assassini del padre), tornò in patria e vendicò Agamennone uccidendo Egisto e la propria madre Clitennestra.

### Il ritorno di Odisseo
I dieci anni che Odisseo passò vagabondando prima di poter tornare nell'isola di Itaca sono l'argomento dell'Odissea, il secondo grande poema attribuito a Omero. Odisseo e i suoi uomini furono spediti in terre lontane e sconosciute per i Greci. Lì Odisseo fu protagonista di diverse imprese, come il celebre incontro col ciclope Polifemo, incontro che gli costerà con l'eterna ira di Poseidone. Ebbe perfino un'udienza nell'aldilà col celebre indovino Tiresia. Sull'isola del Sole, la Trinacria, gli uomini di Odisseo mangiarono i buoi sacri ad Elio. Questo sacrilegio costò la vita ai compagni di Odisseo e la distruzione completa della flotta itachese. Odisseo, l'unico a non essersi cibato dei buoi del sole, fu anche l'unico ad avere salva la vita. A causa di una tempesta naufragò nell'isola di Ogigia dove visse insieme alla ninfa Calipso. Dopo sette anni gli dei decisero di rimandarlo a casa; su una piccola zattera riuscì a raggiungere la terra di Scheria, popolata dai Feaci, che lo aiutarono a tornare a Itaca.
Una volta giunto a Itaca, Odisseo cercò di riprendere possesso della propria casa, vestito da mendicante. Venne riconosciuto dal fedele cane Argo che morì subito dopo. Lì scoprì che la moglie Penelope gli era rimasta fedele durante i suoi vent'anni di assenza, nonostante il palazzo fosse pieno di pretendenti che, in quel periodo, stavano scialacquando tutti i beni del re. Con l'aiuto di Telemaco, Atena, e il porcaro Eumeo, uccise tutti i pretendenti e le ancelle divenute loro amanti, lasciando soltanto in vita Medonte, l'araldo dei Proci, benvisto da Penelope, sempre gentile, e il cantore Femio che venne risparmiato per intercessione di Telemaco. Penelope però non accolse lo sposo all'istante, prima volle metterlo alla prova e, non appena lo riconobbe, lo perdonò per la sua assenza.

### LaTelegonia
La Telegonia riprende la storia dell'Odissea dal momento in cui i pretendenti vengono sepolti fino alla morte di Odisseo. È anche stavolta Proclo a fornirci la trama del poema. Dopo l'eccidio dei Proci, Odisseo sarebbe giunto in Tesprozia, dove incontrò e sposò la bella regina Callidice; da questa unione nacque Polipete. Insieme alla sua nuova sposa Odisseo rivisse i fasti bellici, conducendo i Tesproti in guerra contro i Brigi. In questo contesto le truppe dell'eroe vennero messe in rotta da Ares, che tenne così testa ad Atena, protettrice come sempre di Odisseo, fintanto che Apollo non separò le due divinità contendenti. Soltanto dopo la morte di Callidice Odisseo lasciò la Tesprozia, il cui regno passò nelle mani del figlio Polipete, e rincasa definitivamente ad Itaca, accanto alla sua Penelope (divenuta nel frattempo madre di Poliporte). Dopo il ritorno di Odisseo, Telegono figlio dell'eroe e della dea Circe, si recò a Itaca e la depredò. Odisseo morì nel vano tentativo di difendere la propria isola, ucciso proprio dal figlio senza che essi si riconoscessero. Non appena Telegono scoprì di aver ucciso il padre, prese il suo corpo e lo portò alla madre, in compagnia di Telemaco e Penelope. Circe decise di rendere immortali i due figli di Odisseo e Penelope. Dopodiché Telemaco sposò Circe e Penelope Telegono.

## I viaggi di Enea e di Antenore

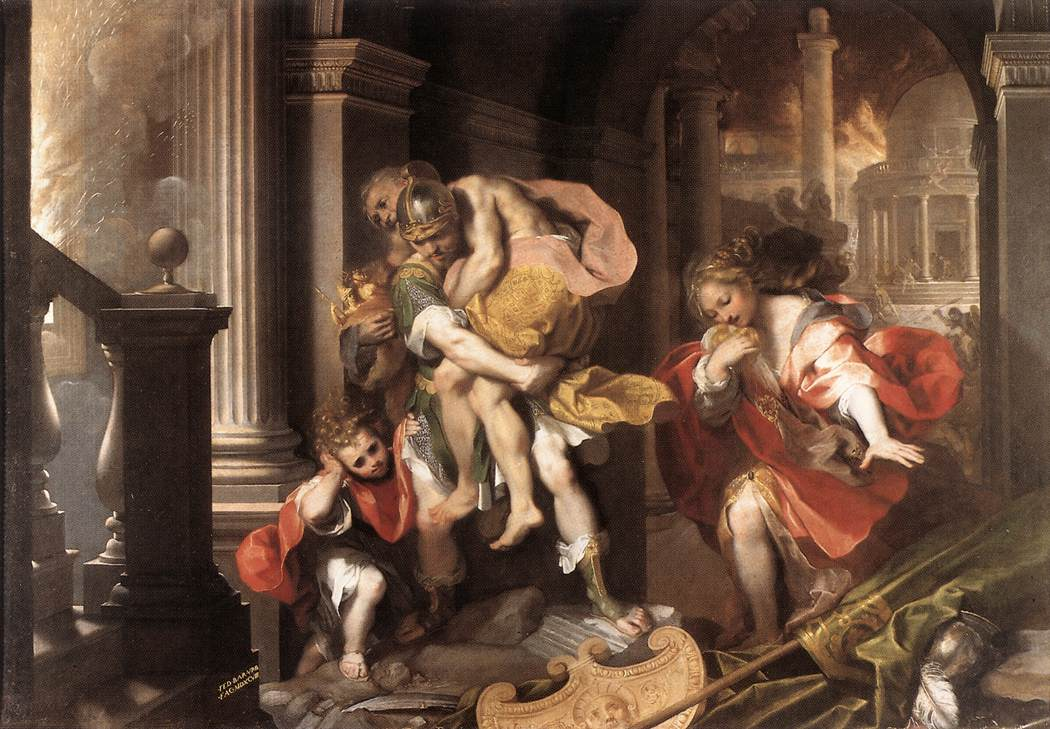
Fuga di Enea da Troia, Federico Barocci, 1598 Galleria Borghese, Roma

Enea riuscì a fuggire da Troia in fiamme, col padre Anchise, il figlio Ascanio (o Iulo in latino), il fratellastro Elimo, la nutrice Caieta, alcuni servi, lo scudiero Acate, il trombettiere Miseno, il medico Iapige e molti guerrieri troiani e loro alleati, portandosi dietro le statue degli antenati. Sua moglie Creusa morì invece durante il sacco della città.
Enea e i suoi abbandonarono dunque Troia con una piccola flotta, cercando una nuova terra dove poter vivere.
Tentarono di stabilirsi prima a Creta, da dove Dardano, primo re di Troia, era partito ma trovarono la terribile pestilenza mandata lì contro Idomeneo. Sostarono per breve tempo nella colonia di Eleno e Andromaca. Dopo sette anni giunsero sulle coste della Libia (come si chiamava allora l'Africa), dove la regina Didone, fuggita dalla natia Fenicia per non essere uccisa dal fratello, che le aveva già assassinato il marito Sicheo, stava fondando la città di Cartagine. Qui Enea, ebbe una relazione con la regina Didone. Gli dei decisero però che il viaggio doveva continuare, perché questo era il volere del Fato. Didone per la disperazione si uccise ma prima di morire maledisse la discendenza di Enea, dando così origine all'odio che avrebbe diviso, secoli dopo, i Romani e i Cartaginesi. Enea e i suoi uomini giunsero infine in Italia. Lì la Sibilla Cumana lo fece scendere nell'Ade, mostrando i grandi uomini che sarebbero discesi da lui.
Giunto infine in Lazio, Enea chiese l'appoggio del re di Laurento, Latino, e la mano della figlia di quest'ultimo, Lavinia. Tutto questo provocò una guerra con le varie tribù locali che si concluse col duello fra Enea e Turno, legittimo pretendente alla mano della fanciulla. Enea uccise il suo nemico e insieme al figlio Ascanio fondò la città di Albalonga. Da Silvio, figlio avuto con Lavinia, discesero Romolo e Remo, mitici fondatori di Roma.
I dettagli del viaggio di Enea, il suo amore per Didone, lo scontro con Turno sono l'argomento dell'opera di Virgilio, l'Eneide.
Anche Antenore, il vegliardo troiano, emigrò in Italia, giungendovi però prima di Enea. Egli approdò in Veneto: con lui c'erano i pochi figli superstiti e alcuni combattenti alleati, tra cui il principe meone Mestle e gli Eneti della Paflagonia (che a Troia avevano perso il loro comandante Pilemene), da cui poi i Veneti. Antenore e Mestle fondarono rispettivamente Padova e Mestre; in seguito un amico di Antenore, tale Opsicella, avrebbe contribuito alla formazione di un nuovo insediamento, Monselice.

## I più noti partecipanti

### Greci
| Nome            | Morto durante il conflitto | Circostanze della morte                                                                                     | Destino successivo alla guerra (per chi sopravvisse) | Luogo d'origine |
| --------------- | -------------------------- | --- | --- | --------------- |
| Achille         | Si                         | Colpito al tallone da Paride                                                                                | | Ftia            |
| Adrasto         | No                         | | Morto di crepacuore dopo aver preso notizia della morte di uno dei suoi figli. | Micene          |
| Agamennone      | No                         | | Ucciso dalla moglie Clitemnestra e dal cugino Egisto | Micene          |
| Agapenore       | No                         | | Fondò Pafo a Cipro | Arcadia         |
| Aiace Telamonio | Si                         | Morto suicida                                                                                               | | Salamina        |
| Aiace Oileo     | No                         | | Morì durante il ritorno per aver sfidato Poseidone. Si aggrappò ad uno scoglio per salvarsi la vita e sfidò il dio del mare che non avrebbe mai potuto ucciderlo cosicché il figlio di Crono spezzò con il tridente la roccia e lo fece annegare tra i flutti | Locride         |
| Amarinceo       | No                         | | Non vi sono notizie al riguardo | Micene          |
| Antiloco        | Si                         | Ucciso da Memnone per salvare il padre                                                                      | | Pilo            |
| Antifo          | Diverse le versioni        | Ucciso da Ettore o da Sarpedonte                                                                            | Prese possesso della Tessaglia | Cos             |
| Arcesilao       | Si                         | Ucciso da Ettore                                                                                            | | Beozia          |
| Ascalafo        | Si                         | Ucciso da Deifobo                                                                                           | |                 |
| Automedonte     | No                         | | Divenne auriga di Neottolemo | Ftia            |
| Baticle         | Si                         | Ucciso da Glauco                                                                                            | | Ftia            |
| Clonio          | Si                         | Ucciso da Agenore                                                                                           | | Beozia          |
| Cianippo        | No                         | | | Argo            |
| Cicno           | No                         | | | Argo            |
| Diaforo         | No                         | | Non vi sono notizie al riguardo | Sconosciuto     |
| Diomede         | No                         | | Tradito dalla moglie fondò numerose città in Italia, fra cui Brindisi e Argos Hippium o Arpi (attuale Foggia), dove avrebbe anche incontrato Enea. Secondo una tradizione sposò la figlia del Re Dauno e trasferitosi a vivere li diede il nome alle isole Tremiti chiamate anche Diomedee ove fu presumibilmente sepolto e dove secondo la leggenda i compagni affranti dal dolore vennere trasformati negli uccelli che portano il suo nome Diomedea. | Argo            |
| Diore           | Si                         | Ucciso da Piroo                                                                                             | | Elide           |
| Elefenore       | Si                         | Ucciso da Agenore                                                                                           | | Eubea           |
| Epistrofo       | No                         | | Non vi sono notizie al riguardo | Focide          |
| Eumelo          | No                         | | Non vi sono notizie al riguardo | Fere            |
| Eurialo         | No                         | | Non vi sono notizie al riguardo | Argo            |
| Euribate        | No                         | | Non vi sono notizie al riguardo | Micene          |
| Euripilo        | No                         | | Impazzì per colpa di Dioniso. Rinsavì solo dopo aver ristabilito il suo culto in Acaia | Ormenia         |
| Eurito          | Si                         | Ucciso da Euripilo                                                                                          | | Elide           |
| Filottete       | No                         | | Si trasferì in Calabria e donò il suo arco al tempio di Apollo |                 |
| Guneo           | No                         | | Governò la Libia | Tessaglia       |
| Ialmeno         | No                         | | Non vi sono notizie al riguardo | Orcomeno        |
| Idomeneo        | No                         | | Dopo aver sacrificato a Poseidone il figlio fu costretto, a causa di una pestilenza, a lasciare Creta e a rifugiarsi nell'antica Calabria, l'odierna penisola salentina | Creta           |
| Isalmane        | Si                         | Ucciso da Ettore                                                                                            | | Elide           |
| Leito           | No                         | | Ferito gravemente da Ettore fu costretto a tornare in patria. Sarebbe infine morto decapitato da un coltello che cadde da un albero quando egli vi si appoggiò per riposare, dopo averlo leggermente scosso, cosicché non poté fare nulla per evitare la morte. | Beozia          |
| Leonteo         | No                         | | Non vi sono notizie al riguardo | Tessaglia       |
| Macaone         | Si                         | Ucciso da Pentesilea o Euripilo                                                                             | | Tricca          |
| Medonte         | Si                         | Ucciso da Enea                                                                                              | | Locri           |
| Mege            | No                         | | Ferito gravemente durante una delle ultime battaglie, morì durante il viaggio di ritorno | Dulichio        |
| Menelao         | No                         | | Dopo una sosta in Egitto tornò in patria con Elena | Sparta          |
| Menesteo        | Diverse le versioni        | Ucciso da un'amazzone                                                                                       | Divenne re di Melo, fra le Cicladi | Atene           |
| Merione         | No                         | | Non vi sono notizie al riguardo | Creta           |
| Neottolemo      | No                         | | Ucciso dai sacerdoti del tempio di Delfi | Sciro           |
| Nestore         | No                         | | Regnò a Pilo e morì carico d'anni | Pilo            |
| Nireo           | Si                         | Ucciso da Euripilo                                                                                          | | Sime            |
| Patroclo        | Si                         | Ucciso da Ettore                                                                                            | | Ftia            |
| Peneleo         | Si                         | Ucciso in combattimento da Euripilo, il figlio di Telefo ferito da Achille all'inizio del conflitto troiano | | Beozia          |
| Podalirio       | No                         | | Si stabilì a Sirmio | Tricca          |
| Podarce         | Si                         | Ucciso da Pentesilea                                                                                        | | Filace          |
| Protesilao      | Si                         | Morì poco dopo essere sbarcato                                                                              | | Filace          |
| Protoenore      | Si                         | Ucciso da Polidamante                                                                                       | | Beozia          |
| Schedio         | Si                         | Ucciso da Ettore                                                                                            | | Focide          |
| Stenelo         | No                         | | Non vi sono notizie al riguardo | Argo            |
| Teucro          | No                         | | Fu costretto ad abbandonare Salamina. Fondò una città con lo stesso nome a Cipro | Salamina        |
| Talpio          | No                         | | Non vi sono notizie al riguardo | Elide           |
| Toante          | No                         | | Tornò dopo un lungo viaggio in patria | Etolia          |
| Trasimede       | No                         | | Tornò col padre Nestore in patria | Pilo            |
| Tlepolemo       | Si                         | Ucciso in duello da Sarpedonte                                                                              | | Rodi            |
| Odisseo         | No                         | | Dopo diverse disavventure riuscì a tornare a Itaca | Itaca           |

### Troiani e loro alleati
| Nome                | Luogo di provenienza           | Uccisore                            | Presenze letterarie |
| ------------------- | ------------------------------ | ----------------------------------- | --- |
| Abante              | Troia                          | Diomede                             | Iliade, libro V |
| Ablero              | Troia                          | Antiloco                            | Iliade, libro VI |
| Acamante            | Tracia                         | Aiace Telamonio                     | Ares prese le sue sembianze per incitare i Troiani - Iliade, V, VI |
| Acamante            | Dardania                       | Merione (o Filottete)               | Fu luogotenente di Enea - Iliade, passim |
| Adrasto             | Troia                          | Agamennone                          | Giovane e ricco troiano, combatteva su un carro. Era stato catturato vivo da Menelao, al quale aveva chiesto di essere risparmiato con la promessa di un ricco riscatto da parte del padre - Iliade, VI |
| Adrasto e Anfio     | Adrastea e Pitiea nella Troade | Diomede                             | Originari di Percote, in quanto figli dell'indovino Merope, che aveva previsto la loro morte in battaglia; regnavano nelle città da loro fondate. Erano anche fratelli di Arisbe, la prima moglie di Priamo - Iliade, II e XI |
| Agenore             | Troia                          | Neottolemo (oppure rimasto in vita) | Guerriero forte e gagliardo, secondogenito di Antenore e padre dell'altrettanto valoroso Echeclo. Secondo alcune versioni fu ucciso da Neottolemo, secondo altre fuggì da Troia in fiamme - Iliade, passim |
| Alcatoo             | Troia                          | Idomeneo                            | Figlio di Esiete e genero di Anchise; era famoso per la bellezza dei suoi occhi - Iliade, XII e XIII |
| Anfimaco            | Caria                          | Achille                             | Iliade, libro II |
| Antifo              | Troia                          | Agamennone                          | Figlio di Priamo e di Ecuba - Iliade, IV e XI |
| Antifo              | Meonia                         | NO                                  | Iliade, libro II |
| Archeloco           | Dardania                       | Aiace Telamonio                     | Fu luogotenente di Enea, come suo fratello Acamante - Iliade, passim |
| Areitoo             | Tracia                         | Achille                             | Lo scudiero e auriga di Rigmo - Iliade, XX |
| Ascanio             | Frigia                         | NO                                  | Iliade, libro II |
| Asio                | Arisbe nella Troade            | Idomeneo                            | Giovane signore di Arisbe, figlio di Irtaco e fratello di Niso. Combatteva su un carro, nello stesso squadrone di Eleno e Deifobo - Iliade, passim |
| Assilo              | Arisbe nella Troade            | Diomede                             | Giovane guerriero al seguito di Asio, era figlio di Teutra; preferiva la pace alla guerra - Iliade, libro VI |
| Asteropeo           | Peonia                         | Achille                             | Intrepido guerriero peone, era nipote del fiume Assio. Non arretrò neppure di fronte ad Achille che dopo averlo ferito mortalmente lo fece annegare nello Scamandro - Iliade, passim |
| Atimnio             | Licia                          | Antiloco                            | Figlio di Amisodaro e fratello di Maride - Iliade, XVI |
| Calesio             | Arisbe nella Troade            | Diomede                             | Il fedelissimo scudiero e auriga di Assilo - Iliade, VI |
| Cebrione            | Troia                          | Patroclo                            | Fratellastro di Ettore e suo auriga - Iliade, passim |
| Coone               | Troia                          | Agamennone                          | Primogenito di Antenore. Nel duello con Agamennone riuscì a ferire l'avversario poco prima di essere ucciso - Iliade, XI |
| Corebo              | Frigia                         | Peneleo                             | Figlio del re Migdone, era uno dei pretendenti di Cassandra - Eneide, II |
| Damaso              | Troia                          | Polipete                            | Iliade, XII |
| Dardano             | Troia                          | Achille                             | Giovane guerriero, omonimo del fondatore di Troia. Figlio di Biante e fratello di Laogono, col quale combatté su un carro - Iliade, XX |
| Darete              | Troia                          | Odisseo (oppure rimasto in vita)    | Sacerdote di Efesto; secondo le fonti greche fu ucciso da Odisseo; secondo quelle romane fuggì da Troia in fiamme, morendo nella guerra contro gli italici ucciso da Turno - Iliade, libro V; Eneide, libri V, XII |
| Deifobo             | Troia                          | Menelao (e/o Odisseo)               | Principe reale, fratello prediletto di Ettore, fu valoroso guerriero. Sposò Elena dopo la morte di Paride e fu per questo ucciso nel sonno nella propria casa durante la notte della caduta di Troia - Iliade, passim; Eneide, libro VI |
| Demoleonte          | Troia                          | Achille                             | Figlio di Antenore. Combatteva su un carro; aveva per auriga il giovane Ippodamante - Iliade, XX |
| Demuco              | Troia                          | Achille                             | Figlio di Filetore, morì da prode, contrariamente alla maggior parte delle vittime di Achille - Iliade, XX |
| Deucalione          | Troia                          | Achille                             | Fu dapprima colpito con una lancia al gomito, quindi decapitato di spada; la sua testa volò via con l'elmo, e il midollo colò sul terreno - Iliade, XX |
| Dolone              | Troia                          | Diomede                             | Mandato come spia nel campo greco si imbatté in Odisseo e Diomede, che gli troncò il capo - Iliade, X; Pseudo-Euripide, Reso |
| Driope              | Troia                          | Achille                             | Iliade, libro XX |
| Echeclo             | Troia                          | Achille                             | Giovanissimo guerriero, figlio di Agenore. Affrontò coraggiosamente Achille quando questi lo assalì - Iliade, libro XX |
| Echepolo            | Troia                          | Antiloco                            | La prima vittima negli scontri narrati da Omero nell'Iliade (libro IV) |
| Eleno               | Troia                          | NO                                  | Dotato di doni profetici, fu catturato dai Greci e a essi rivelò i segreti per conquistare Troia. Dopo la distruzione della città divenne fedelissimo di Neottolemo e riacquistò la libertà - Iliade, passim; Eneide, III |
| Enea                | Dardania                       | NO                                  | Affrontò Diomede rimanendo ferito. Fu uno dei pochi sopravvissuti fra i Troiani e insieme ai superstiti fondò una colonia in Italia, dalla quale sorse la città di Roma - Iliade ed Eneide, passim |
| Ennomo              | Misia                          | Achille                             | Era anche augure, ma non seppe vaticinare la propria morte - Iliade, II |
| Epistrofo           | Alizonia                       | NO                                  | Possedeva nel suo schieramento anche un nutrito gruppo d'Amazzoni - Iliade, II |
| Ettore              | Troia                          | Achille                             | Principe ereditario, era il guerriero troiano maggiormente temuto dal nemico. Achille lo uccise per vendicare la morte dell'amico Patroclo - Iliade, passim |
| Eufemo              | Ciconia                        | Achille                             | Iliade, libro II |
| Euforbo             | Troia                          | Menelao                             | Il più giovane dei figli di Pantoo. Ferì da lontano Patroclo durante il combattimento ma preferì fuggire piuttosto che affrontarlo - Iliade, XVI e XVII |
| Euripilo            | Misia                          | Neottolemo                          | Figlio di Telefo, giunse a Troia dopo la morte di Achille conducendo un nutrito gruppo di misiaci e ittiti; uccise, secondo alcune tradizioni, il medico Macaone - Quinto Smirneo, Posthomerica |
| Falche              | Troia                          | Antiloco                            | Iliade, libri XIII e XIV |
| Fereclo             | Troia                          | Merione                             | Architetto e amico di Paride, costruì la nave con cui questi andò a Sparta per rapire Elena. Non sapeva interpretare gli oracoli - Iliade, V |
| Festo               | Tarne nella Meonia             | Idomeneo                            | Iliade, libro V |
| Glauco              | Licia                          | Aiace Telamonio                     | Scambiò le sue armi con quelle di Diomede. Combatté valorosamente al fianco del cugino Sarpedonte - Iliade, passim |
| Ifidamante          | Tracia                         | Agamennone                          | Originario di Troia, essendo l'ultimogenito di Antenore. Aveva sposato una giovanissima sorella (o sorellastra) di Ecuba - Iliade, XI |
| Ilioneo             | Troia                          | Peneleo                             | Nonostante fosse ormai cadavere, Peneleo infierì su di lui tagliandogli la testa, che issò quindi sulla sua lancia - Iliade, XIV |
| Ippocoonte          | Tracia                         | NO                                  | Cugino e consigliere di Reso - Iliade, X |
| Ippocoonte          | Arisbe nella Troade            | NO                                  | Fratello di Asio e Niso. Seguì, con quest'ultimo, Enea nel Lazio dopo la caduta di Troia |
| Ippodamante         | Troia                          | Achille                             | Giovane guerriero, auriga di Demoleonte. Invano cercò di fuggire dopo la morte del suo signore - Iliade, XX |
| Ippomaco            | Troia                          | NO                                  | Ferito da Leonteo, venne salvato dalla cintura che indossava - Iliade, XII |
| Ipsenore            | Troia                          | Euripilo                            | Giovane sacerdote del fiume Scamandro - Iliade, V |
| Iso                 | Troia                          | Agamennone                          | Figlio di Priamo e di una schiava - Iliade, XI |
| Laodamante          | Troia                          | Aiace Telamonio                     | Figlio di Antenore; era capitano di un corpo di fanti - Iliade, libro XV |
| Laogono             | Troia                          | Achille                             | Figlio di Biante e fratello di Dardano - Iliade, XX |
| Licaone             | Troia                          | Achille                             | Figlio di Priamo e Laotoe. Fatto prigioniero da Achille, fu venduto come schiavo: riscattato, tornò a combattere, ma imbattutosi nuovamente in Achille venne da lui ucciso e il suo corpo gettato nello Scamandro - Iliade, XXI |
| Licone              | Troia                          | Peneleo                             | Iliade, libro XVI |
| Maride (o Mari)     | Licia                          | Trasimede                           | Figlio di Amisodaro e fratello di Atimnio - Iliade, XVI |
| Memnone             | Etiopia                        | Achille                             | Re di Persia e di Etiopia, partecipò alla guerra dopo la morte di Ettore. Ammazzò Antiloco ma fu poi ucciso da Achille - Ovidio, Metamorfosi, XIII |
| Mestle              | Meonia                         | NO                                  | Figlio del re Talemene, dopo la caduta di Troia emigrò in Italia - Iliade, libri II e XVII |
| Midone              | Paflagonia                     | Antiloco                            | Giovane scudiero e auriga del re Pilemene - Iliade, libro V |
| Mulio               | Troia                          | Achille                             | Iliade, XX |
| Niso                | Arisbe nella Troade            | NO                                  | Fratello minore di Asio. Si unì a Enea alla caduta della città, insieme all'altro fratello Ippocoonte e portando con sé l'amico Eurialo (che non aveva preso parte ai combattimenti essendo ancora giovanissimo). Niso ed Eurialo morirono in Italia, nella guerra contro i Rutuli di Turno - Eneide, libri V e IX |
| Odio                | Alizonia                       | Agamennone                          | Iliade, libri II e IV |
| Otrioneo            | Cabeso nella Troade            | Idomeneo                            | Era uno dei pretendenti di Cassandra - Iliade, XIII |
| Pandaro             | Zelea nella Troade             | Diomede                             | Violò il patto di pace fra Troiani e Greci ferendo con una freccia Menelao. Riuscì anche a ferire Diomede che però si vendicò uccidendolo - Iliade, passim |
| Paride              | Troia                          | Filottete                           | Rapì Elena causando lo scoppio della guerra di Troia- Iliade, passim |
| Pentesilea          | Regno delle Amazzoni           | Achille                             | Partecipò al conflitto dopo la morte di Ettore. Fu uccisa da Achille che si innamorò di lei dopo la sua morte |
| Pilemene            | Paflagonia                     | Menelao                             | La sua uccisione è narrata nel libro V dell'Iliade. Tuttavia nel libro XIII è dato ancora per vivo, poiché Omero lo raffigura in lacrime per la morte del figlio Arpalione |
| Pirecmo             | Peonia                         | Patroclo                            | Iliade, libro XVI |
| Piroo (o Pireo)     | Tracia                         | Toante                              | Comandante di un contingente dei traci e padre di Rigmo - Iliade, libri II e IV |
| Pisandro e Ippoloco | Troia                          | Agamennone                          | Giovani fratelli, figli di Antimaco, il consigliere di Priamo. Combattevano su un carro. Furono trucidati da Agamennone dopo essere stati fatti da lui prigionieri nonostante le loro suppliche; in particolare, Ippoloco ebbe la peggiore sorte: il capo acheo dapprima gli tagliò le braccia con la spada e poi la testa che fece ruzzolare tra gli amici del troiano come una trottola girevole lanciata dalle mani di un bambino - Iliade, libro XI |
| Pode                | Cilicia                        | Menelao                             | Giovane figlio del re Eezione di Cilicia e dunque cognato di Ettore, nonché suo amico intimo e compagno di gozzoviglie nei periodi di tregua - Iliade, libro XVII |
| Polidamante         | Troia                          | Aiace Telamonio                     | Figlio di Pantoo e fratello di Euforbo, aveva doti divinatorie; fu luogotenente di Ettore - Iliade, passim |
| Polidoro            | Troia                          | Achille                             | Il più giovane dei figli di Priamo, che l'aveva generato con Laotoe. Fu ucciso da Achille con una lancia che lo trafisse alla schiena. Il padre gli aveva proibito di partecipare alla guerra - Iliade, XX |
| Reso                | Tracia                         | Diomede                             | Giovane re e capo supremo dei Traci, giunse a Troia al decimo anno dallo scoppio del conflitto. Fu ucciso da Diomede durante il sonno. I suoi cavalli furono trafugati da Odisseo. In seguito egli sarebbe stato resuscitato e inviato in un misterioso luogo sotterraneo - Iliade, X; Pseudo-Euripide, Reso |
| Rifeo               | Troia                          | Non nominato                        | Giovane troiano, era considerato in assoluto il più retto tra tutti i sudditi di Priamo; morì durante la notte della distruzione di Troia ad opera di un soldato acheo ignoto - Eneide, libro II |
| Rigmo               | Tracia                         | Achille                             | Giovane condottiero trace, figlio di Piroo, combatteva su un cocchio. Contrariamente alla maggior parte delle vittime di Achille, non volle fuggire quando questi gli si parò davanti. Il giavellotto con cui fu ucciso lo trafisse infatti in pieno petto - Iliade, XX |
| Sarpedonte          | Licia                          | Patroclo                            | Re dei Lici, dimostrò grande valore durante la battaglia che scoppiò in seguito al duello tra Menelao e Paride, nella quale uccise Tlepolemo, e durante quella presso le navi. Era figlio di Zeus e Laodamia; fu una delle ultime vittime di Patroclo - Iliade, passim |
| Simoesio            | Troia                          | Aiace Telamonio                     | Giovanissimo guerriero, bello e nobile d'animo, figlio del pastore Antemione. Era stato partorito sulle rive del fiume Simoenta, donde il nome - Iliade, IV |
| Soco                | Troia                          | Odisseo                             | Iliade, libro XI |
| Stenelao            | Troia                          | Patroclo                            | Figlio di Itemene (o Itemeneo). Patroclo gli tirò addosso una pietra causandone la decapitazione - Iliade, XVI |
| Telefo              | Misia                          | NO                                  | Combatté i Greci quando essi sbarcarono per sbaglio in Misia. Dopo essere stato ferito dalla lancia di Achille decise di collaborare con i Greci pur di essere guarito |
| Tenete              | Tenedo                         | Achille                             | Era ritenuto invincibile poiché protetto da Apollo. Venne ucciso da Achille che si attirò così l'ira del dio |
| Testore             | Troia                          | Patroclo                            | Iliade, libro XVI |
| Trasidemo           | Licia                          | Patroclo                            | Lo scudiero di Sarpedonte - Iliade, XVI |
| Troilo              | Troia                          | Achille                             | Il più giovane dei figli che Priamo ebbe da Ecuba: secondo la versione più nota fu fatto prigioniero da Achille che lo decapitò in seguito al suo rifiuto di accoppiarsi con lui - Virgilio, Eneide, I |
| Troo Alastoride     | Troia                          | Achille                             | Il più vile dei guerrieri troiani, figlio di Alastore. Quando fu assalito da Achille, non tentò neppure di fuggire, ma cadde supplice ai suoi piedi, senza riuscire a suscitare alcuna pietà nel nemico, che lo pugnalò al fegato - Iliade, XX |
| Xanto e Toone       | Troia                          | Diomede                             | Giovani guerrieri, figli del ricco Fenope, che li aveva generati in tarda età - Iliade, V |

## Base storica

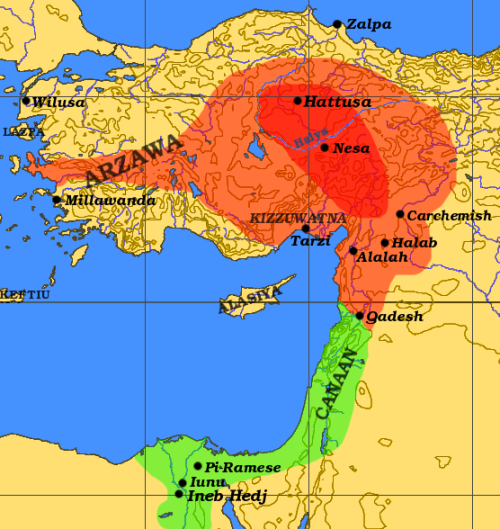
L'impero ittita in Asia minore (colore rosso), 1300 a.C. circa.

La storicità della guerra di Troia è ancora oggetto di discussione. Alcuni pensano che le storie di Omero siano in realtà l'unione di diversi conflitti accesisi tra Greci e il mondo anatolico nel periodo miceneo. In questa unione lui inserisce inoltre le figure divine e diverse metafore. Già nell'antichità si dibatteva sulla storicità dell'evento: la maggior parte dei greci pensava che la guerra di Troia fosse un fatto realmente accaduto, altri pensavano che Omero avesse ingigantito a scopi poetici un avvenimento non famoso come quello descritto. Tucidide, famoso per il suo spirito critico, crede che sia un fatto realmente accaduto ma dubita, ad esempio, che 1 186 navi possano davvero essere giunte a Troia. Euripide cambiò i connotati di diversi miti, inclusi quelli della guerra di Troia.
Fino agli anni '70 dell'Ottocento gli studiosi concordavano sul fatto che la guerra di Troia non fosse mai accaduta e fosse soltanto frutto di una mente ingegnosa. Heinrich Schliemann cambiò però le carte in tavola, scoprendo, con stupore di tutti, la città di Troia in Asia Minore e quella di Micene in Grecia.
Molti studiosi oggi sono d'accordo sul fatto che la guerra di Troia possa avere un substrato reale, dubitando però del fatto che gli scritti di Omero narrino fedelmente la vicenda e le sue proporzioni.

### Wilusa, gli Ittiti e la confederazione di Assuwa
Nel XX secolo alcuni studiosi hanno tentato di proporre delle conclusioni basandosi su testi ittiti e dell'Antico Egitto, contemporanei ai fatti della supposta guerra di Troia; il ricavato è una descrizione generale della situazione politica nella regione al tempo, ma senza alcuna informazione su questo specifico conflitto.
I testi provenienti dagli archivi ittiti, potenza egemone in Anatolia nel II millennio a.C., come la lettera di Tawagalawa, parlano di un regno di Ahhiyawa, verosimilmente uno o più regni micenei, che giace oltre il mare (identificabile con l'Egeo) e controlla Millawata, nome con cui è riconoscibile Mileto, nota per essere stata una colonia achea.
In altri testi viene menzionata la cosiddetta confederazione di Assuwa, formata da 22 città dell'area Arzawa (Anatolia occidentale), di cui fa parte anche la città di Wilusa, identificata da Schliemann con la Ilio (o Troia) omerica, città da sempre vassallo ittita. Un altro testo, la lettera di Millawata, spiega che questa città si trova nella zona nord della confederazione di Assuwa, oltre il fiume Seha.
L'identificazione di Wilusa con Troia fu controversa negli anni novanta, ma guadagnò l'approvazione della maggioranza del popolo accademico ed è oggi accettata.
Il quadro storico quindi propone Troia/Wilusa come una città-Stato realmente esistita, in posizione strategica per i commerci sullo stretto dei Dardanelli e quindi obiettivo molto appetibile, collocata in un'area dove i Micenei ebbero in effetti ripetuti e prolungati interessi politici e commerciali, più che sufficienti a far nascere un conflitto; unica discordanza significativa con i testi classici è il fatto che la città non fosse un potente regno indipendente, ma uno storico vassallo dell'impero più vasto del periodo, quello ittita.
Esaminando i testi ittiti, si trova almeno uno scontro armato, con protagonisti Ittiti e Ahhiyawa, che coinvolga Wilusa: è quello narrato nella lettera di Manhapa-Tarhunta e poi ripreso a posteriori nella già citata lettera di Tawagalawa, databile al 1285-80 a. C. e quindi anche compatibile con la cronologia classica; lo scontro fu di proporzioni certo non paragonabili ai testi omerici, ma colpisce che un contingente acheo (o, comunque, supportato dagli Achei) attaccasse ed espugnasse Wilusa, riuscendo a governarla per un breve periodo. L'intervento del re Muwatalli II riporterà, però, in breve la città sotto il controllo ittita.
Nel trattato di Alaksandu (1280 a.C.), testo che segue il suddetto conflitto, il nuovo re della città che rinnova il vassallaggio verso gli Ittiti, è chiamato appunto Alaksandu: deve essere notato che il nome che Omero ci dà di Paride, il figlio di Priamo (ma così chiamato anche in altri testi), è Alessandro.
La successiva lettera di Tawagalawa, indirizzata al re Ahhiyawa da un sovrano ittita, conferma che fosse avvenuto uno scontro armato tra le due potenze: «Ora noi siamo venuti ad un accordo su Wilusa, sulla quale andammo a scontrarci".
Nel 1230 a.C. circa il re ittita Tudhaliya IV (1237-1209 a.C.) intraprese una campagna militare contro alcuni Stati vassalli di quest'area che gli si erano ribellati in moti indipendentistici sobillati da Ahhiyawa.
È possibile, dunque, che alla base della leggenda della guerra contro Troia vi sia l'episodio narrato ripetutamente negli archivi ittiti o magari ripetuti conflitti di modesta entità che avrebbero visto coinvolti l'impero ittita, i sovrani Ahhiyawa e gli Stati dell'area Arzawa (Assuwa), poi cementatisi nella tradizione orale degli aedi in un unico, vasto conflitto.
Questa visione è stata sostenuta perché l'intera guerra include inoltre lo sbarco in Misia (e il ferimento di Telefo), le campagne di Achille nel nord dell'Egeo, le campagne in Tracia e Frigia di Aiace Telamonio. La maggior parte di queste regioni facevano parte della confederazione di Assuwa. Si nota inoltre che c'è una grande somiglianza fra i nomi dei cosiddetti Popoli del Mare che in quel tempo facevano scorrerie in Egitto, come sono elencati da Ramses III e Merenptah, e i nomi degli alleati di Troia.
Ancora vi è dibattito sull'esistenza reale di quei fuochi che passando per tutta la Grecia avvertivano gli Achei rimasti in patria dell'esito della guerra o se questa sia soltanto un'invenzione di Eschilo. Mentre c'è chi attesta che ci fosse davvero questa rete di comunicazione al tempo della Grecia antica e del periodo bizantino, non sappiamo se vi fosse ai tempi della guerra di Troia. Eschilo è l'unica fonte che lo menziona, nel prologo della tragedia Agamennone.
Il fatto poi che la maggior parte degli eroi achei, tornati dalla guerra, abbiano deciso di non tornare in patria, ma di fondare colonie in altri luoghi viene spiegato da Tucidide col fatto che quelle città, senza un comandante, erano in declino a causa della loro assenza. L'interpretazione più seguita dagli studiosi è che i comandanti achei furono cacciati dalle loro terre per dei tumulti alla fine dell'epoca micenea e preferirono richiamare i discendenti dall'esilio della guerra di Troia.

### Le scoperte di Schliemann
La scoperta nel 1870 dell'archeologo e uomo di affari Heinrich Schliemann delle rovine di Troia sulla collinetta di Hissarlik in Turchia hanno rilanciato un vecchio dibattito sulla storicità degli avvenimenti riferiti da Omero. Carl Blegen concludeva, nel 1963, in seguito ai suoi lavori realizzati a partire dalle scoperte di Schliemann e il ritrovamento del cosiddetto "tesoro di Priamo", che probabilmente vi fu uno scontro tra Greci e Troiani. Tuttavia, fu attestato che il tesoro in questione risaliva al II millennio a.C. e non poteva dunque essere associato all'episodio della guerra di Troia.
Schliemann trovò nove strati basandosi sui poemi Omerici e scoprì che il settimo corrispondeva a quello risalente alla guerra di Troia, databile intorno al 1220 a.C.
Per Claude Mossé, professore all'Università di Parigi, non si potrà mai provare con certezza l'esistenza o no del conflitto. Quanto agli storici antichi, Tucidide dice già che l'importanza che Omero aveva dato al conflitto era esagerata: la guerra avrebbe sì avuto luogo, ma l'importanza che i Greci le diedero fu influenzata dal loro forte sentimento di nazionalismo.
Gli scavi che sono stati realizzati sul sito della città di Troia hanno permesso di mettere in evidenza la presenza di diversi strati, tutti di epoche diverse.

#### Possibili teorie
La città di Troia VI (1800-1300 a.C.) è quella che corrisponde al periodo di massimo splendore della città, era munita di bastioni e la sua zona abitata occupava circa venti chilometri quadrati, avrebbe dunque potuto resistere anche a una guerra di dieci anni. La Troia VI è inoltre datata alla stessa epoca dell'apogeo miceneo (da non dimenticare che Agamennone, comandante supremo della spedizione, era appunto re di Micene). La città è stata distrutta da un terremoto, attestato dall'archeologia. Questa catastrofe naturale potrebbe essere all'origine della leggenda del cavallo di Troia, un'offerta a Poseidone, che era inoltre dio dei terremoti.
Comunque, il corpus di miti e leggende su Troia dei Greci prevedeva una distruzione di Ilio a causa di un terremoto, a cui era seguita la conquista di Ercole, che aveva risparmiato solo un piccolo principe, Priamo.
Inoltre, non dobbiamo prendere alla lettera il periodo di 10 anni (o meglio 9 anni d'assedio e vittoria al decimo), proposto da Omero: nell'età del bronzo in Mesopotamia si usava l'espressione "9 e poi un altro" per indicare una quantità di tempo molto lunga, così come l'espressione italiana 9 volte su 10 non vuole indicare quantità precise.
Quando il corpus dell'Iliade fu composto, probabilmente, l'espressione era utilizzata in questo senso, ma rimase poi, intesa in senso letterale, nel poema.
Schliemann scoprì in seguito (1876) la rocca di Micene.

### Le armi della guerra di Troia
Anche se Micene, grande potenza marina, scagliò contro Troia un esercito di 1 200 navi e sebbene Paride avesse costruito una flotta prima di partire verso Sparta, nell'Iliade non vi è alcuna battaglia marina. Perecleo stesso, il costruttore navale di Troia, combatte a piedi.
Gli eroi dell'Iliade erano abbigliati accuratamente e rivestiti di armature splendide e ben disegnate. Loro percorrevano il campo di battaglia sopra carri da guerra, da lassù scagliavano una lancia sulla formazione nemica, scendevano, tiravano l'altra lancia, dopodiché prendevano parte al combattimento corpo a corpo. Aiace Telamonio portava con sé un gigantesco scudo rettangolare che non solo proteggeva lui, ma anche il fratello Teucro:
Lo scudo di Aiace era pesante e difficile da portare. In questo modo era più facile difendersi che attaccare. Suo cugino Achille invece portava con sé, insieme alla celebre lancia guaritrice e feritrice allo stesso tempo, uno scudo largo, rotondo e maneggevole, che portò diversi successi contro i troiani. Lo scudo dei soldati semplice era invece rotondo o ottagonale. A differenza degli eroi loro difficilmente avevano una corazza e contavano soltanto sullo scudo per difendersi.»
Le armi e le armature descritte nell'Iliade vennero ritenute a lungo conformi a quelle del medioevo ellenico, ma differenti da quelle della tarda età del bronzo, in particolare perché non si conoscevano armature di bronzo nell'età del bronzo micenea.
Nel ventunesimo secolo, pur riconoscendo che molte tattiche, armi e pratiche militari descritte nel poema omerico (ed in altre opere relative) si riferiscono all'età del ferro (e anche ad epoche immediatamente successive al medioevo ellenico), si scoprono interessanti corrispondenze tra le tecnologie micenee (e anatoliche) di quel periodo e quelle descritte nei poemi omerici.
In particolare la panoplia di Dendra dimostra l'esistenza di armature di bronzo in età micenea (anche se di tipo differente da quelle descritte nel poema) per altro con un elmo, in cuoio e zanne di cinghiale, identico a quello descritto da Omero per Odisseo. A Tebe è poi stata scoperta un'armatura d'età micenea più compatibile con quelle descritte nel poema (snodata e ricca di lacci di cuoio che sostengono varie piastre), a Cnosso è stato rinvenuto un vaso a forma di corazza (compatibile con quelle dell'Iliade e appena più antico), mentre le armature a campana (tipiche dell'età del ferro greca) sono rare nei poemi omerici.
Inoltre nelle tavolette di lineare B si scoprono sempre più numerosi riferimenti ad armature ed elmi a piastre, di tipo modulari, molto simili a quelle descritte nei poemi omerici, dove sono definiti Tretrafaleros, mentre reperti militari simili a quelli descritti nel poema sono rinvenuti (o rappresentati) in livelli della tarda età del bronzo ciprioti ed anatolici.
Infine lo scudo a torre (simile a quello di Aiace), inizialmente considerato poco corrispondente alla tarda età del bronzo (ma presente tra il 1500 e il 1300 a.C. soprattutto a Tirinto ed in contesti minoici, associato a scudi a 8), è stato trovato raffigurato su diversi frammenti di ceramica d'tà compresa tra il 1300 e il 1100 a.C.
Omero descrive in alcuni momenti una formazione da battaglia molto simile alla falange, sebbene questa appaia solo nel VII secolo a.C. Ma era davvero in questa maniera che fu combattuta la guerra di Troia? La maggior parte degli studiosi crede di no. Il carro da guerra era il mezzo principale in questa guerra, come nella battaglia di Kadesh, ad essa probabilmente contemporanea. Comunque si evidenzia nei dipinti del palazzo di Pilo che i Greci combattessero sul carro da guerra in coppia, l'auriga e il combattente con una lancia lunga in mano, a differenza dei carri a tre ittiti, con due guerrieri con lance corte, o quelli egiziani, con arco e frecce. Omero è consapevole di questo e nell'Iliade è evidenziato l'uso principale del carro in guerra.
Nestore dice nel quarto libro dell'Iliade:
(Omero. Iliade canto IV)
Per Omero questo è però un modo di combattere antiquato, usato principalmente da vecchi combattenti o da uomini di un piccolo regno, come Pilo. Nestore descrive una battaglia fra Pilo e l'Elide, il cui mezzo principale era il carro da guerra. In quel periodo era giovane, ma al tempo della guerra di Troia Nestore è molto anziano.
Achille usa invece il suo carro principalmente per avanzare dietro le file nemiche e colpire da dietro, provocando così un terribile massacro. Karykas crede che la lotta sui carri da guerra sia stata abbandonata dai Greci un po' prima della guerra di Troia e che quindi Omero descriva i fatti come sono realmente accaduti. Fra i seguaci di questa teoria c'è chi crede che Omero spieghi i fatti realisticamente perché egli stesso era presente ai fatti, diversi scrittori, antichi e moderni, hanno svolto anche incarichi bellici, ricordiamo ad esempio Archiloco, poeta della lirica antica. Omero descrive la guerra come lui stesso l'ha vissuta.
Vi è però un certo consenso nel ritenere che Omero, ammesso che sia esistito e non sia la somma di più poeti, visse durante il medioevo ellenico o subito prima della fine di questo. In particolare dovrebbe essere stato molto anziano quando Esiodo era molto giovane. Quindi è verosimile che descriva la guerra a lui contemporanea, ma questa sia quella del medioevo ellenico, con l'aggiunta di alcuni elementi, veritieri, tramandati oralmente, come gli elmi di corni di cinghiale e i carri da guerra.
Vi è poi un'ulteriore possibilità: verso il 1200-1300 a.C. è presumibile, anche se discusso, che i metodi di guerra iniziarono a cambiare; già a Kadesh la fanteria può essersi schierata dietro selve di scudi, formando un'istrice di lance (una sorta di protofalange, ancora piuttosto lasca ed irregolare, proprio come quella descritta da Omero) mentre l'armatura e l'armamento dei fanti si potenziavano. Verso il 1100 a.C. potrebbe quindi essere nata una fanteria pesante, capace di tener testa ai carri da guerra, e quindi questi si siano trovati degradati a taxi da battaglia, conformemente a quanto descritto nell'Iliade.
Questo stile di combattimento fu poi conservato fino al IX o VIII secolo a.C. quando iniziò, verso la fine del medioevo ellenico, a svilupparsi la moderna panoplia greca e caria, e quindi fu possibile combattere con "vere" falangi.
Si tenga inoltre presente che il carro da guerra era l'unico tipo di cavalleria militare possibile durante l'età del bronzo, poiché la monta dei cavalli (per altro, all'epoca, alti 90-120 cm, anche se conformati già come cavalli e non come pony) era poco praticata, difficoltosa e, senza morso e sella, impediva al cavaliere di essere contemporaneamente armato. Solo verso il 1000 a.C. fu possibile incontrare delle cavallerie militari "vere" (arcieri a cavallo Sciiti, Medi, Persiani e Cimbri).

## La guerra di Troia nella letteratura e nell'arte
Iliade e Odissea sono il modello della letteratura epica occidentale, sebbene abbiano una struttura narrativa profondamente diversa. L'Iliade è un esempio di narrazione cronologica degli eventi: tuttavia, rispetto alle favole, il racconto si concentra su un fulcro della vicenda. L'Odissea è uno dei primi esempi letterari di narrazione non cronologica e di uso del flashback: si trattò di innovazioni notevoli rispetto all'epica tradizionale.
Oltre ai testi di Omero, dei tragediografi e del ciclo epico, la guerra di Troia è, in particolare, trattata in: Aiace di Ugo Foscolo, Troilo e Criseide di Geoffrey Chaucer, Troilo e Cressida di William Shakespeare, Ifigenia e Polissena di Samuel Coster, Palamede di Joost van den Vondel e le Troiane di Hector Berlioz.
In campo pittorico è notevole la Sala dell'Iliade nella Villa Valmarana "Ai Nani", con affreschi di Giovanbattista Tiepolo. La guerra di Troia è stata rappresentata nel cinema e in produzioni televisive: basti ricordare le pellicole Elena di Troia di Robert Wise (1956), La guerra di Troia di Giorgio Ferroni (1961), L'ira di Achille di Marino Girolami (1962) e Troy di Wolfgang Petersen (2004). Quest'ultima sebbene non sia fedele al mito omerico ne dimostra il duraturo fascino. Da citare, infine, il fumetto L'età del bronzo di Eric Shanower.

### Autori antichi
- Omero, Iliade
- Pseudo-Apollodoro, Biblioteca (traduzione inglese in rete).
- Euripide, Andromaca (traduzione inglese in rete).
- Euripide, Elena (traduzione inglese in rete).
- Euripide, Ecuba (traduzione inglese in rete).
- Erodoto, Storie (traduzione inglese in rete).
- Pausania il Periegeta, Descrizione della Grecia (traduzione inglese in rete).
- Proclo, Proclus' Summary of the Epic Cycle, trans. Gregory Nagy.
- Quinto Smirneo, Posthomerica (traduzione inglese in rete).
- Strabone, Geografia (traduzione inglese in rete)

### Autori moderni
- Burgess, Jonathan S. 2004. La tradizione della guerra di Troia in Omero e nel ciclo epico (Johns Hopkins). ISBN 0-8018-7890-X.
- (EN)  Castleden, Rodney. The Attack on Troy. Barnsley, South Yorkshire, UK: Pen and Sword Books, 2006 (ISBN 1-84415-175-1).
- Robert Graves. I miti greci, 1993. ISBN 0-14-017199-1.
- (EN)  Wood, Michael. In Search of the Troyan War. Berkeley: University of California Press, 1998 (paperback, ISBN 0-520-21599-0).
- Pierre Grimal, Mitologia, Garzanti, 2005, ISBN 978-88-11-50482-5.
- (GRC)  Kakridis, J., 1988. Ελληνική Μυθολογία ("Mitologia Greca"), Ekdotiki Athinon.
- (GRC)  Karykas, Pantelis, 2003. Μυκηναίοι Πολεμιστές ("Eroi di Micene"), Edizioni Communications.
- (EN)  Latacz, Joachim. Troy and Homer: Towards a Solution of an Old Mistery. New York: Oxford University Press (USA), 2005 (ISBN 0-19-926308-6).
- Michael Simpson, Dei ed eroi della Grecia: la Biblioteca di Apollodoro, The University of Massachusetts Press, (1976). ISBN 0-87023-205-3.
- Alessandro Baricco, Omero, Iliade, Roma, Feltrinelli, 2004. (ISBN 88-07-49031-5)
- Chiara Lombardi, Troilo e Criseida nella letteratura occidentale. Roma, Edizioni di Storia e Letteratura, 2005 (ISBN 88-8498-273-1).
- (EN)  Troy: From Homer's Iliad to Hollywood Epic , edito da Martin M. Winkler. Oxford: Blackwell Publishers, 2007 (ISBN 1-4051-3182-9;).
- Barry Strauss, La guerra di Troia, Laterza, Bari, 2007, ISBN 978-88-420-8130-2 (Ed. originale: The Trojan War. A New History. New York, Simon & Schuster, 2006 ISBN 0-7432-6441-X).
- Eric H. Cline, 1177 a. C. Il collasso della civiltà, Roma, Bollati-Boringhieri, 2014, ISBN 9788833925790 (Ed. originale: 1177 B. C.: The year Civilization collapsed, Princeton University Press, 2014)
- Pino Casamassima, Iliade - Frammenti della guerra di Troia, Genova, De Ferrari, 2017 (ISBN 978-88-6405-856-6)
- (EN)  D'Amato, Salimbeti, Rava. Bronze Age Greek Warrior 1600-1100 BC. London, UK: Osprey Publishing, 2011, ISBN 1849081956

### Personaggi

#### Guerrieri achei
- Achille, principe di Ftia
- Agamennone, re di Micene
- Aiace Oileo, re di Locri
- Aiace Telamonio, principe di Salamina
- Antiloco, figlio di Nestore
- Diomede, re di Argo
- Filottete, possessore dell'arco di Eracle
- Idomeneo, re di Creta
- Macaone (mitologia), medico dell'esercito
- Menelao, re di Sparta
- Menesteo, re di Atene
- Merione, scudiero di Idomeneo
- Neottolemo, figlio di Achille
- Nestore (mitologia), re di Pilo
- Ulisse, re di Itaca
- Palamede, principe di Nauplia
- Patroclo, amico e cugino di Achille
- Podalirio, chirurgo dell'esercito
- Protesilao, re di Filache
- Tersite, soldato semplice
- Teucro (figlio di Telamone), principe di Salamina
- Tlepolemo, re di Rodi
- Toante, re dell'Etolia
- Trasimede, figlio di Nestore

#### Guerrieri troiani e alleati
- Asio, re di Arisbe
- Asteropeo, condottiero dei Peoni
- Cicno (figlio di Poseidone), re di Colono
- Deifobo, figlio di Priamo
- Dolone, guerriero troiano fattosi traditore
- Eezione, re di Cilicia
- Eleno, veggente figlio di Priamo
- Enea, principe di Dardania
- Ettore (mitologia), campione dei troiani, figlio di Priamo
- Euripilo (figlio di Telefo)
- Glauco (figlio di Ippoloco), principe licio
- Memnone (mitologia), re degli etiopi e nipote di Priamo
- Mestle, principe dei Meoni
- Pandaro, principe di Zelea
- Paride, figlio di Priamo
- Pentesilea, regina delle amazzoni
- Reso, re di Tracia
- Sarpedonte (figlio di Laodamia), re di Licia
- Telefo, re di Misia, cognato di Priamo
- Tenete, re dell'isola di Tenedo e figlio di Cicno
- Troilo, figlio di Priamo

#### Altri personaggi
- Anchise, padre di Enea
- Andromaca, figlia di Eezione e moglie di Ettore
- Antenore, consigliere di Priamo
- Antimaco, consigliere di Priamo
- Arisbe, moglie ripudiata di Priamo
- Ascanio, figlio di Enea
- Astianatte, figlio di Ettore
- Astioche, sorella di Priamo e moglie di Telefo
- Briseide, schiava di Achille, causa di una contesa con Agamennone
- Bucolione, fratello di Priamo
- Cassandra (mitologia), veggente figlia di Priamo
- Circe, dea e madre di Telegono
- Clitemnestra, moglie di Agamennone
- Creusa (figlia di Priamo), moglie di Enea
- Crise, sacerdote di Apollo
- Criseide, figlia di Crise
- Deidamia, figlia del re Licomede e moglie di Achille
- Ecuba, moglie di Priamo
- Eezione, re di Cilicia e padre di Andromaca
- Egialea, moglie di Diomede
- Egisto, amante di Clitemnestra
- Elena (mitologia), moglie di Menelao
- Elettra (figlia di Agamennone)
- Ermione, figlia di Elena e Menelao
- Esaco, figlio di Priamo e di Arisbe
- Euribate, messaggero e araldo di Agamennone
- Ifigenia (mitologia), figlia di Agamennone
- Iliona, figlia di Priamo
- Irtaco, amico di Priamo e secondo marito di Arisbe
- Laerte, padre di Ulisse
- Laocoonte, sacerdote di Nettuno
- Laodamia, moglie di Protesilao
- Laodice (figlia di Priamo)
- Laotoe, moglie di Priamo
- Licomede, re di Sciro
- Medesicaste, figlia di Priamo
- Merope (Iliade), padre di Arisbe
- Nauplio (mitologia), re dell'Eubea e padre di Palamede
- Oreste (figlio di Agamennone)
- Pantoo, sacerdote di Apollo
- Peleo, padre di Achille
- Penelope, moglie di Ulisse
- Taltibio, messaggero e araldo di Agamennone
- Teano (figlia di Cisseo), sacerdotessa, sorella di Ecuba e moglie di Antenore
- Tecmessa, concubina di Aiace Telamonio
- Telegono, figlio di Ulisse e di Circe
- Telemaco, figlio di Ulisse e di Penelope
- Timete, cognato di Priamo
- Titone, fratello di Priamo e padre di Memnone
- Ucalegonte, amico e consigliere di Priamo

### Altre teorie
- Omero nel Baltico